# Liste der Träger des Nationalpreises der DDR III. Klasse für Wissenschaft und Technik (1970–1979)
Diese Liste stellt die Träger des Nationalpreises der DDR in der III. Klasse für Wissenschaft und Technik zwischen den Jahren 1970 und 1979 dar. Zu den anderen Stufen siehe die Liste der Träger des Nationalpreises der DDR.

## Liste
| Jahr   | Preisträger | Preisträger | Verleihungsgrund | Anmerkung |
| ------ | --- | --- | --- | --- |
| 1970 ↑ | Kollektiv zur komplexen Rationalisierung der Fertigung im VEB Maschinen- und Apparatebau Grimma | Kollektiv zur komplexen Rationalisierung der Fertigung im VEB Maschinen- und Apparatebau Grimma | für seinen Anteil an der komplexen Rationalisierung der Serienfertigung von Bauelementen von Chemieanlagen | |
| 1970 ↑ | Rolf Adler | Kombinatsdirektor | für seinen Anteil an der komplexen Rationalisierung der Serienfertigung von Bauelementen von Chemieanlagen | |
| 1970 ↑ | Gert Wohllebe | Direktor für Technik | für seinen Anteil an der komplexen Rationalisierung der Serienfertigung von Bauelementen von Chemieanlagen | |
| 1970 ↑ | Heinz Möbius | Leiter des Büros des Kombinatsdirektors | für seinen Anteil an der komplexen Rationalisierung der Serienfertigung von Bauelementen von Chemieanlagen | |
| 1970 ↑ | Gerhard Schumann | Leiter der Hauptabteilung Investitionen und Anlagenerhaltung | für seinen Anteil an der komplexen Rationalisierung der Serienfertigung von Bauelementen von Chemieanlagen | |
| 1970 ↑ | Walter Knoof | Einrichter | für seinen Anteil an der komplexen Rationalisierung der Serienfertigung von Bauelementen von Chemieanlagen | |
| 1970 ↑ | Wilfried Lehmann | Gruppenleiter für Steuer- und Regeltechnik | für seinen Anteil an der komplexen Rationalisierung der Serienfertigung von Bauelementen von Chemieanlagen | |
| 1970 ↑ | Wolfgang Freyer | Leiter der Abteilung Betriebsmittel | für seinen Anteil an der komplexen Rationalisierung der Serienfertigung von Bauelementen von Chemieanlagen | |
| 1970 ↑ | „Kollektiv Ionenstrahlzerstäubung (Sputtering)“, Technische Hochschule Karl-Marx-Stadt | „Kollektiv Ionenstrahlzerstäubung (Sputtering)“, Technische Hochschule Karl-Marx-Stadt | für seinen Anteil an der Plasma- und Ionenstrahlzerstäubung, verbunden mit vorbildlichem Einsatz in der Lehre und der sozialistischen Leitungstätigkeit | |
| 1970 ↑ | Otto Fiedler | Hochschuldozent | für seinen Anteil an der Plasma- und Ionenstrahlzerstäubung, verbunden mit vorbildlichem Einsatz in der Lehre und der sozialistischen Leitungstätigkeit | |
| 1970 ↑ | Jürgen Herberger | Wiss. Oberassistent | für seinen Anteil an der Plasma- und Ionenstrahlzerstäubung, verbunden mit vorbildlichem Einsatz in der Lehre und der sozialistischen Leitungstätigkeit | |
| 1970 ↑ | Günter Reiße | Wiss. Oberassistent | für seinen Anteil an der Plasma- und Ionenstrahlzerstäubung, verbunden mit vorbildlichem Einsatz in der Lehre und der sozialistischen Leitungstätigkeit | |
| 1970 ↑ | Entwicklungskollektiv Hochspannungsprüftransformator des VEB Transformatoren- und Röntgenwerk Dresden | Entwicklungskollektiv Hochspannungsprüftransformator des VEB Transformatoren- und Röntgenwerk Dresden | für seinen Anteil an der Entwicklung eines neuen Hochspannungsprüftransformators | |
| 1970 ↑ | Horst Marcinkowski | Technischer Leiter des Transformatorenbetriebes | für seinen Anteil an der Entwicklung eines neuen Hochspannungsprüftransformators | |
| 1970 ↑ | Otto Gieseler | Abteilungsleiter der Transformatorenkonstruktion | für seinen Anteil an der Entwicklung eines neuen Hochspannungsprüftransformators | |
| 1970 ↑ | Manfred Kramm | Entwicklungskonstrukteur | für seinen Anteil an der Entwicklung eines neuen Hochspannungsprüftransformators | |
| 1970 ↑ | Peter Johne | Entwicklungskonstrukteur | für seinen Anteil an der Entwicklung eines neuen Hochspannungsprüftransformators | |
| 1970 ↑ | Gottfried Rockstroh | Gruppenleiter | für seinen Anteil an der Entwicklung eines neuen Hochspannungsprüftransformators | |
| 1970 ↑ | Willi Pursche | Fertigungsingenieur | für seinen Anteil an der Entwicklung eines neuen Hochspannungsprüftransformators | |
| 1970 ↑ | Ralf Baatsch | Brigadier | für seinen Anteil an der Entwicklung eines neuen Hochspannungsprüftransformators | |
| 1970 ↑ | Initiatorenkollektiv für die komplexe sozialistische Rationalisierung des Tagebaues Spreetal | Initiatorenkollektiv für die komplexe sozialistische Rationalisierung des Tagebaues Spreetal | für seinen Anteil an der Schaffung der wissenschaftlich-technischen Grundlagen und Durchführung der komplexen sozialistischen Rationalisierung von Braunkohletagebauen | |
| 1970 ↑ | Hans Waldmann | Direktor des Bereiches Gewinnung im VEB Gaskombinat | für seinen Anteil an der Schaffung der wissenschaftlich-technischen Grundlagen und Durchführung der komplexen sozialistischen Rationalisierung von Braunkohletagebauen | |
| 1970 ↑ | Klaus Newi | Leiter des Tagebaus Spreetal | für seinen Anteil an der Schaffung der wissenschaftlich-technischen Grundlagen und Durchführung der komplexen sozialistischen Rationalisierung von Braunkohletagebauen | |
| 1970 ↑ | Horst Schachtschneider | Hauptabteilungsleiter im VEB Lauchhammerwerk | für seinen Anteil an der Schaffung der wissenschaftlich-technischen Grundlagen und Durchführung der komplexen sozialistischen Rationalisierung von Braunkohletagebauen | |
| 1970 ↑ | Heinz Wählte | Meister im Tagebau Spreetal | für seinen Anteil an der Schaffung der wissenschaftlich-technischen Grundlagen und Durchführung der komplexen sozialistischen Rationalisierung von Braunkohletagebauen | |
| 1970 ↑ | Dipl.-Gesellschaftswissenschaftler Günter Röder | Werkdirektor des VEB Förderanlagenbau Köthen | für seinen Anteil an der Schaffung der wissenschaftlich-technischen Grundlagen und Durchführung der komplexen sozialistischen Rationalisierung von Braunkohletagebauen | |
| 1970 ↑ | Kollektiv aus den LPG der Kooperationsgemeinschaft Großengottern, Bezirk Erfurt | Kollektiv aus den LPG der Kooperationsgemeinschaft Großengottern, Bezirk Erfurt | für seinen Anteil an den beispielgebenden Leistungen zur sozialistischen Intensivierung und Steigerung der Produktion durch die Entwicklung der freiwilligen kooperativen Zusammenarbeit zwischen den LPG Typ III und LPG Typ I sowie des planmäßigen und schrittweisen Übergangs zur industriemäßigen Produktion | |
| 1970 ↑ | Karl Fassmann | Vorsitzender des Kooperationsrates der Kooperationsgemeinschaft Großengottern und Vorsitzender der LPG Typ III „Karl Marx“ Altengottern                                                                            | für seinen Anteil an den beispielgebenden Leistungen zur sozialistischen Intensivierung und Steigerung der Produktion durch die Entwicklung der freiwilligen kooperativen Zusammenarbeit zwischen den LPG Typ III und LPG Typ I sowie des planmäßigen und schrittweisen Übergangs zur industriemäßigen Produktion | |
| 1970 ↑ | Gustav Collee | Leiter der gemeinsamen Abt. Pflanzenproduktion der Kooperationsgemeinschaft Großengottern | für seinen Anteil an den beispielgebenden Leistungen zur sozialistischen Intensivierung und Steigerung der Produktion durch die Entwicklung der freiwilligen kooperativen Zusammenarbeit zwischen den LPG Typ III und LPG Typ I sowie des planmäßigen und schrittweisen Übergangs zur industriemäßigen Produktion | |
| 1970 ↑ | Wilhelm Pietsch | Sekretär der Kooperationsgemeinschaft Großengottern | für seinen Anteil an den beispielgebenden Leistungen zur sozialistischen Intensivierung und Steigerung der Produktion durch die Entwicklung der freiwilligen kooperativen Zusammenarbeit zwischen den LPG Typ III und LPG Typ I sowie des planmäßigen und schrittweisen Übergangs zur industriemäßigen Produktion | |
| 1970 ↑ | Lisbeth Heysing | Melkerin in der LPG „Karl Marx“ Altengottern | für seinen Anteil an den beispielgebenden Leistungen zur sozialistischen Intensivierung und Steigerung der Produktion durch die Entwicklung der freiwilligen kooperativen Zusammenarbeit zwischen den LPG Typ III und LPG Typ I sowie des planmäßigen und schrittweisen Übergangs zur industriemäßigen Produktion | |
| 1970 ↑ | Waltraud Andres | Hauptbuchhalterin der LPG „7. Oktober“ Seebach und Mitglied des Kooperationsrates der Kooperationsgemeinschaft Großengottern                                                                                       | für seinen Anteil an den beispielgebenden Leistungen zur sozialistischen Intensivierung und Steigerung der Produktion durch die Entwicklung der freiwilligen kooperativen Zusammenarbeit zwischen den LPG Typ III und LPG Typ I sowie des planmäßigen und schrittweisen Übergangs zur industriemäßigen Produktion | |
| 1970 ↑ | Eduard Polack | Produktionsleiter der gemeinsamen Abt. Pflanzenproduktion der Kooperationsgemeinschalt Großengottern | für seinen Anteil an den beispielgebenden Leistungen zur sozialistischen Intensivierung und Steigerung der Produktion durch die Entwicklung der freiwilligen kooperativen Zusammenarbeit zwischen den LPG Typ III und LPG Typ I sowie des planmäßigen und schrittweisen Übergangs zur industriemäßigen Produktion | |
| 1970 ↑ | Entwicklungskollektiv „Mefoga“ | Entwicklungskollektiv „Mefoga“ | für seinen Anteil an den Leistungen auf dem Gebiet der Anwendung neuer Wirkprinzipien zur hochproduktiven Herstellung von Metallformschalen | |
| 1970 ↑ | Werner Hackert | Hauptabteilungsleiter für Grundlagenforschung und Veredelungstechnik im Großforschungszentrum des Werkzeugmaschinenbaues Karl-Marx-Stadt                                                                           | für seinen Anteil an den Leistungen auf dem Gebiet der Anwendung neuer Wirkprinzipien zur hochproduktiven Herstellung von Metallformschalen | |
| 1970 ↑ | Horst Clauss | Wiss. Mitarbeiter im Großforschungszentrum des Werkzeugmaschinenbaues Karl-Marx-Stadt | für seinen Anteil an den Leistungen auf dem Gebiet der Anwendung neuer Wirkprinzipien zur hochproduktiven Herstellung von Metallformschalen | |
| 1970 ↑ | Armin Sprunk | Erster Laborant im Großforschungszentrum des Werkzeugmaschinenbaues Karl-Marx-Stadt | für seinen Anteil an den Leistungen auf dem Gebiet der Anwendung neuer Wirkprinzipien zur hochproduktiven Herstellung von Metallformschalen | |
| 1970 ↑ | Heinz Fritze | Wiss. Mitarbeiter im Großforschungszentrum des Werkzeugmaschinenbaues Karl-Marx-Stadt | für seinen Anteil an den Leistungen auf dem Gebiet der Anwendung neuer Wirkprinzipien zur hochproduktiven Herstellung von Metallformschalen | |
| 1970 ↑ | Gerhard Heinicke | Bereichsdirektor Forschung bei der DAW zu Berlin, Zentralinstitut für Physikalische Chemie | für seinen Anteil an den Leistungen auf dem Gebiet der Anwendung neuer Wirkprinzipien zur hochproduktiven Herstellung von Metallformschalen | |
| 1970 ↑ | Norbert Bock | Wiss. Mitarbeiter bei der DAW zu Berlin, Zentralinstitut für Physikalische Chemie | für seinen Anteil an den Leistungen auf dem Gebiet der Anwendung neuer Wirkprinzipien zur hochproduktiven Herstellung von Metallformschalen | |
| 1970 ↑ | Hans Eckstein | Technischer Direktor im VEB Mansfeldkombinat „Wilhelm Pieck Eisleben“ | für seinen Anteil an den Leistungen auf dem Gebiet der Anwendung neuer Wirkprinzipien zur hochproduktiven Herstellung von Metallformschalen | |
| 1970 ↑ | Kollektiv „Lexika, Nachschlagewerke und Sprachlehrbücher“ der Verlage VEB Bibliographisches Institut Leipzig und VEB Verlag Enzyklopädie Leipzig                                                                | Kollektiv „Lexika, Nachschlagewerke und Sprachlehrbücher“ der Verlage VEB Bibliographisches Institut Leipzig und VEB Verlag Enzyklopädie Leipzig                                                                   | für beispielgebende schöpferische Verlagstätigkeit bei der Entwicklung von Lexika, Nachschlagewerken und Sprachlehrbüchern | |
| 1970 ↑ | Heinz Köhler | Leiter der Verlage VEB Bibliographisches Institut und VEB Verlag Enzyklopädie | für beispielgebende schöpferische Verlagstätigkeit bei der Entwicklung von Lexika, Nachschlagewerken und Sprachlehrbüchern | |
| 1970 ↑ | Horst Beyer | Cheflektor der Verlage VEB Bibliographisches Institut und VEB Verlag Enzyklopädie | für beispielgebende schöpferische Verlagstätigkeit bei der Entwicklung von Lexika, Nachschlagewerken und Sprachlehrbüchern | |
| 1970 ↑ | Heinz Göschel | Leiter der Lexika-Redaktion | für beispielgebende schöpferische Verlagstätigkeit bei der Entwicklung von Lexika, Nachschlagewerken und Sprachlehrbüchern | |
| 1970 ↑ | Regina Männel | Leiter des Lektorats Fremdsprachige Wörterbücher | für beispielgebende schöpferische Verlagstätigkeit bei der Entwicklung von Lexika, Nachschlagewerken und Sprachlehrbüchern | |
| 1970 ↑ | Herbert Görner | Leiter der Duden-Redaktion | für beispielgebende schöpferische Verlagstätigkeit bei der Entwicklung von Lexika, Nachschlagewerken und Sprachlehrbüchern | |
| 1970 ↑ | Entwicklungskollektiv „Gleitschalung für hyperbolische Kühltürme“ des VE Spezialbaukombinats Magdeburg | Entwicklungskollektiv „Gleitschalung für hyperbolische Kühltürme“ des VE Spezialbaukombinats Magdeburg | für seinen Anteil an der Entwicklung und Anwendung der Gleitschalung für hyperbolische Kühltürme | |
| 1970 ↑ | Günter Schmidt | Wiss. Mitarbeiter im Institut für Städtebau und Architektur der Deutschen Bauakademie | für seinen Anteil an der Entwicklung und Anwendung der Gleitschalung für hyperbolische Kühltürme | |
| 1970 ↑ | Gottfried Forner | Themenleiter im Sachgebiet Forschung und Entwicklung im VE Spezialbaukombinat Magdeburg, Betrieb Beton- und Kühlturmbau Leipzig                                                                                    | für seinen Anteil an der Entwicklung und Anwendung der Gleitschalung für hyperbolische Kühltürme | |
| 1970 ↑ | Johannes Franke | Technischer Leiter im VE Spezialbaukombinat Magdeburg, Betrieb Beton- und Kühlturmbau Leipzig | für seinen Anteil an der Entwicklung und Anwendung der Gleitschalung für hyperbolische Kühltürme | |
| 1970 ↑ | Wolfram Landtag | Leiter der Abteilung Wissenschaft und Technik im VE Spezialbaukombinat. Magdeburg, Betrieb Beton- und Kühlturmbau Leipzig                                                                                          | für seinen Anteil an der Entwicklung und Anwendung der Gleitschalung für hyperbolische Kühltürme | |
| 1970 ↑ | Rudolf Herbrik | Meister im Kühlturmbau des VE Spezialbaukombinat Magdeburg, Betrieb Beton- und Kühlturmbau Leipzig | für seinen Anteil an der Entwicklung und Anwendung der Gleitschalung für hyperbolische Kühltürme | |
| 1970 ↑ | Joachim Braun | Wissenschaftlicher Mitarbeiter des Instituts für Aus- und Weiterbildung im Bauwesen Leipzig | für seinen Anteil an der Entwicklung und Anwendung der Gleitschalung für hyperbolische Kühltürme | |
| 1970 ↑ | Kollektiv zur Automatisierung der Teleskopstoßdämpferfertigung im VEB Renak-Werk Reichenbach, Betriebsteil Hartha                                                                                               | Kollektiv zur Automatisierung der Teleskopstoßdämpferfertigung im VEB Renak-Werk Reichenbach, Betriebsteil Hartha                                                                                                  | für seinen Anteil an der Entwicklung und Realisierung der Fertigungstechnik und Fertigungsorganisation bei der automatisierten Teleskopstoßdämpferproduktion | |
| 1970 ↑ | Herbert Heinrich | Auftragsleiter | für seinen Anteil an der Entwicklung und Realisierung der Fertigungstechnik und Fertigungsorganisation bei der automatisierten Teleskopstoßdämpferproduktion | |
| 1970 ↑ | Dieter Voigt | Werkleiter | für seinen Anteil an der Entwicklung und Realisierung der Fertigungstechnik und Fertigungsorganisation bei der automatisierten Teleskopstoßdämpferproduktion | |
| 1970 ↑ | Werner Strauch | Sekretär der Betriebsparteiorganisation | für seinen Anteil an der Entwicklung und Realisierung der Fertigungstechnik und Fertigungsorganisation bei der automatisierten Teleskopstoßdämpferproduktion | |
| 1970 ↑ | Klaus Gohla | Produktionsbereichsleiter | für seinen Anteil an der Entwicklung und Realisierung der Fertigungstechnik und Fertigungsorganisation bei der automatisierten Teleskopstoßdämpferproduktion | |
| 1970 ↑ | Karlheinz Ehrentraut | Reparaturschlosser | für seinen Anteil an der Entwicklung und Realisierung der Fertigungstechnik und Fertigungsorganisation bei der automatisierten Teleskopstoßdämpferproduktion | |
| 1970 ↑ | Ruth Sachse | Maschinenarbeiterin | für seinen Anteil an der Entwicklung und Realisierung der Fertigungstechnik und Fertigungsorganisation bei der automatisierten Teleskopstoßdämpferproduktion | |
| 1970 ↑ | Hans-Heinz Emons | Rektor der Technischen Hochschule für Chemie „Carl Schorlemmer“ Leuna-Merseburg, ordentlicher Professor für technisch-anorganische Chemie                                                                          | für seine Verdienste auf dem Gebiet der Aufbereitung der Salzgesteine | |
| 1970 ↑ | Hannelore Fischer | Abteilungsleiter am Zentralinstitut für Sozialistische Wirtschaftsführung beim ZK der SED | für ihre schöpferischen Leistungen zur Entwicklung und Anwendung der Operationsforschung in der Volkswirtschaft der DDR | |
| 1970 ↑ | Albrecht Pietsch | Direktor der Sektion Mathematik der Friedrich-Schiller-Universität Jena, ordentlicher Professor der Mathematik | für seine international anerkannten Forschungsergebnisse auf dem Gebiet der Funktionsanalysis | |
| 1970 ↑ | Werner Vogel | ordentlicher Professor für Glaschemie an der Sektion Chemie der Friedrich-Schiller-Universität Jena | für seine Verdienste auf dem Gebiet der Glasforschung | |
| 1971 ↑ | Entwicklungskollektiv „Neue Asynchron-Niederspannungsmaschinen“ des VEB Kombinat Elektromaschinen Dresden | Entwicklungskollektiv „Neue Asynchron-Niederspannungsmaschinen“ des VEB Kombinat Elektromaschinen Dresden | Für seinen Anteil an der Entwicklung einer neuen Typenreihe von Niederspannungsasynchronmotoren unter Verwendung neuer kostengünstiger, einheimischer Materialien für den magnetischen Kreis | |
| 1971 ↑ | Gerhard Niehoff | 1. Stellvertreter des Generaldirektors | Für seinen Anteil an der Entwicklung einer neuen Typenreihe von Niederspannungsasynchronmotoren unter Verwendung neuer kostengünstiger, einheimischer Materialien für den magnetischen Kreis | |
| 1971 ↑ | Günter Warnecke | Technischer Direktor, Betriebsteil Wernigerode | Für seinen Anteil an der Entwicklung einer neuen Typenreihe von Niederspannungsasynchronmotoren unter Verwendung neuer kostengünstiger, einheimischer Materialien für den magnetischen Kreis | |
| 1971 ↑ | Rudolf Holle | Technischer Direktor, Betriebsteil Thurm | Für seinen Anteil an der Entwicklung einer neuen Typenreihe von Niederspannungsasynchronmotoren unter Verwendung neuer kostengünstiger, einheimischer Materialien für den magnetischen Kreis | |
| 1971 ↑ | Rudolf Möckel | Leiter der Hauptabteilung Erzeugnisentwicklung | Für seinen Anteil an der Entwicklung einer neuen Typenreihe von Niederspannungsasynchronmotoren unter Verwendung neuer kostengünstiger, einheimischer Materialien für den magnetischen Kreis | |
| 1971 ↑ | Friedrich Grunewald | Leiter der Konstruktion | Für seinen Anteil an der Entwicklung einer neuen Typenreihe von Niederspannungsasynchronmotoren unter Verwendung neuer kostengünstiger, einheimischer Materialien für den magnetischen Kreis | |
| 1971 ↑ | Initiatorenkollektiv „Automatisierungsvorhaben“ Brikettfabrik „Sonne“ des VEB Braunkohlenkombinat Senftenberg                                                                                                   | Initiatorenkollektiv „Automatisierungsvorhaben“ Brikettfabrik „Sonne“ des VEB Braunkohlenkombinat Senftenberg | Für seinen Anteil an der Schaffung eines Typenbeispiels der komplexen sozialistischen Rationalisierung in vorhandenen Brikettfabriken des Industriezweiges Braunkohle | |
| 1971 ↑ | Paul Sobzak | Abteilungsleiter | Für seinen Anteil an der Schaffung eines Typenbeispiels der komplexen sozialistischen Rationalisierung in vorhandenen Brikettfabriken des Industriezweiges Braunkohle | |
| 1971 ↑ | Hans-Joachim Döhler | Auftragsleiter | Für seinen Anteil an der Schaffung eines Typenbeispiels der komplexen sozialistischen Rationalisierung in vorhandenen Brikettfabriken des Industriezweiges Braunkohle | |
| 1971 ↑ | Erich Herfurth | Maschinist | Für seinen Anteil an der Schaffung eines Typenbeispiels der komplexen sozialistischen Rationalisierung in vorhandenen Brikettfabriken des Industriezweiges Braunkohle | |
| 1971 ↑ | Friedrich Knauth | Stellvertreter des Auftragsleiters | Für seinen Anteil an der Schaffung eines Typenbeispiels der komplexen sozialistischen Rationalisierung in vorhandenen Brikettfabriken des Industriezweiges Braunkohle | |
| 1971 ↑ | Klaus Wenner | Hauptabteilungsleiter | Für seinen Anteil an der Schaffung eines Typenbeispiels der komplexen sozialistischen Rationalisierung in vorhandenen Brikettfabriken des Industriezweiges Braunkohle | |
| 1971 ↑ | Egon Dunger | Wissenschaftlicher Auftragsleiter des Automatisierungsvorhabens und Haupttechnologe für Veredlung des VEB Rationalisierung Braunkohle Senftenberg                                                                  | Für seinen Anteil an der Schaffung eines Typenbeispiels der komplexen sozialistischen Rationalisierung in vorhandenen Brikettfabriken des Industriezweiges Braunkohle | |
| 1971 ↑ | Kollektiv „Entwicklung von Hilfsstoffen für die Fertigungstechnik“ der Technischen Hochschule Karl-Marx-Stadt                                                                                                   | Kollektiv „Entwicklung von Hilfsstoffen für die Fertigungstechnik“ der Technischen Hochschule Karl-Marx-Stadt | Für seinen Anteil an der produktionswirksamen Nutzung naturwissenschaftlicher Erkenntnisse für hohe Leistungssteigerungen in der Metallbearbeitung | |
| 1971 ↑ | Horst Weber | Ordentlicher Professor für Fertigungstechnik (Abtrenntechnik) und Prorektor für Prognose und Wissenschaftsentwicklung                                                                                              | Für seinen Anteil an der produktionswirksamen Nutzung naturwissenschaftlicher Erkenntnisse für hohe Leistungssteigerungen in der Metallbearbeitung | |
| 1971 ↑ | Günter Pursche | Ordentlicher Professor für Oberflächentechnik und Lehrbereichsleiter an der Sektion Chemie und Werkstofftechnik | Für seinen Anteil an der produktionswirksamen Nutzung naturwissenschaftlicher Erkenntnisse für hohe Leistungssteigerungen in der Metallbearbeitung | |
| 1971 ↑ | Hans Lutze | Wissenschaftlicher Oberassistent | Für seinen Anteil an der produktionswirksamen Nutzung naturwissenschaftlicher Erkenntnisse für hohe Leistungssteigerungen in der Metallbearbeitung | |
| 1971 ↑ | Siegfried Steinhäuser | Wissenschaftlicher Assistent | Für seinen Anteil an der produktionswirksamen Nutzung naturwissenschaftlicher Erkenntnisse für hohe Leistungssteigerungen in der Metallbearbeitung | |
| 1971 ↑ | Dietrich Schellberg | Versuchsfeldingenieur | Für seinen Anteil an der produktionswirksamen Nutzung naturwissenschaftlicher Erkenntnisse für hohe Leistungssteigerungen in der Metallbearbeitung | |
| 1971 ↑ | Kollektiv „Wahrscheinlichkeitstheorie“ | Kollektiv „Wahrscheinlichkeitstheorie“ | Für seine beispielhaften wissenschaftlichen Leistungen zum Aufbau neuer Theorien zur Entwicklung neuer Methoden in der Wahrscheinlichkeitsrechnung | |
| 1971 ↑ | Klaus Matthes | Stellvertreter des Leiters des Institutskomplexes Mathematik der DAW zu Berlin | Für seine beispielhaften wissenschaftlichen Leistungen zum Aufbau neuer Theorien zur Entwicklung neuer Methoden in der Wahrscheinlichkeitsrechnung | |
| 1971 ↑ | Johannes Kerstan | Ordentlicher Professor für Mathematik (Wahrscheinlichkeitstheorie und mathematische Statistik) an der Sektion Mathematik der Friedrich-Schiller-Universität Jena                                                   | Für seine beispielhaften wissenschaftlichen Leistungen zum Aufbau neuer Theorien zur Entwicklung neuer Methoden in der Wahrscheinlichkeitsrechnung | |
| 1971 ↑ | Kurt Nawrotzki | Hochschuldozent für das Fachgebiet Wahrscheinlichkeitstheorie und mathematische Statistik an der Sektion Mathematik der Friedrich-Schiller-Universität Jena                                                        | Für seine beispielhaften wissenschaftlichen Leistungen zum Aufbau neuer Theorien zur Entwicklung neuer Methoden in der Wahrscheinlichkeitsrechnung | |
| 1971 ↑ | Joseph Mecke | Hochschuldozent für Wahrscheinlichkeitstheorie an der Sektion Mathematik der Friedrich-Schiller-Universität Jena                                                                                                   | Für seine beispielhaften wissenschaftlichen Leistungen zum Aufbau neuer Theorien zur Entwicklung neuer Methoden in der Wahrscheinlichkeitsrechnung | |
| 1971 ↑ | Dieter König | Ordentlicher Professor für das Fachgebiet Mathematische Methoden der Operationsforschung an der Sektion Mathematik der Bergakademie Freiberg                                                                       | Für seine beispielhaften wissenschaftlichen Leistungen zum Aufbau neuer Theorien zur Entwicklung neuer Methoden in der Wahrscheinlichkeitsrechnung | |
| 1971 ↑ | Kollektiv „Sozialistische Rationalisierung“ des VEB Natursteinwerk Koschenberg | Kollektiv „Sozialistische Rationalisierung“ des VEB Natursteinwerk Koschenberg | Für beispielhafte wissenschaftlich-technische Leistungen und ausgezeichnete ökonomische Ergebnisse bei der sozialistischen Rationalisierung | |
| 1971 ↑ | Thomas Nicolai | Hauptingenieur für Forschung im Institut für Zuschlagstoffe und Natursteine Großräschen | Für beispielhafte wissenschaftlich-technische Leistungen und ausgezeichnete ökonomische Ergebnisse bei der sozialistischen Rationalisierung | |
| 1971 ↑ | Horst Marwan | Gruppenleiter für verfahrenstechnische Forschung im Institut für Zuschlagstoffe und Natursteine Großräschen | Für beispielhafte wissenschaftlich-technische Leistungen und ausgezeichnete ökonomische Ergebnisse bei der sozialistischen Rationalisierung | |
| 1971 ↑ | Helmuth Miersch | Direktor des Instituts für Zuschlagstoffe und Natursteine Großräschen | Für beispielhafte wissenschaftlich-technische Leistungen und ausgezeichnete ökonomische Ergebnisse bei der sozialistischen Rationalisierung | |
| 1971 ↑ | Günter Heinze | Direktor des VEB Natursteinwerk Koschenberg | Für beispielhafte wissenschaftlich-technische Leistungen und ausgezeichnete ökonomische Ergebnisse bei der sozialistischen Rationalisierung | |
| 1971 ↑ | Diethard Bomsdorf | Technologe im VEB Natursteinwerk Koschenberg | Für beispielhafte wissenschaftlich-technische Leistungen und ausgezeichnete ökonomische Ergebnisse bei der sozialistischen Rationalisierung | |
| 1971 ↑ | Liesbeth Just | Brigadier im VEB Natursteinwerk Koschenberg | Für beispielhafte wissenschaftlich-technische Leistungen und ausgezeichnete ökonomische Ergebnisse bei der sozialistischen Rationalisierung | |
| 1971 ↑ | Gerhard Schmaler | Leiter eines Werkstattkollektivs im Schichtbetrieb des VEB Natursteinwerk Koschenberg | Für beispielhafte wissenschaftlich-technische Leistungen und ausgezeichnete ökonomische Ergebnisse bei der sozialistischen Rationalisierung | |
| 1971 ↑ | Kollektiv des VEB Kombinat Fortschritt Landmaschinen Neustadt/Sa | Kollektiv des VEB Kombinat Fortschritt Landmaschinen Neustadt/Sa | Für seinen Anteil an der Entwicklung des Exaktfeldhäckslers E 280 und des Schwadmähers E 301 | |
| 1971 ↑ | Werner Strobel | Chefkonstrukteur Halmfuttererntemaschinen | Für seinen Anteil an der Entwicklung des Exaktfeldhäckslers E 280 und des Schwadmähers E 301 | |
| 1971 ↑ | Klaus Oliva | Entwicklungsleiter Halmfuttererntemaschinen | Für seinen Anteil an der Entwicklung des Exaktfeldhäckslers E 280 und des Schwadmähers E 301 | |
| 1971 ↑ | Horst Regge | Leiter der Hauptabteilung Werkerprobung | Für seinen Anteil an der Entwicklung des Exaktfeldhäckslers E 280 und des Schwadmähers E 301 | |
| 1971 ↑ | Günter Zeh | Leiter des Sektors Fertigungsmittelbau | Für seinen Anteil an der Entwicklung des Exaktfeldhäckslers E 280 und des Schwadmähers E 301 | |
| 1971 ↑ | Wolfgang Haefke | Leiter der Hauptabteilung Musterbau | Für seinen Anteil an der Entwicklung des Exaktfeldhäckslers E 280 und des Schwadmähers E 301 | |
| 1971 ↑ | Friedhelm Märten | Wiss. Mitarbeiter | Für seinen Anteil an der Entwicklung des Exaktfeldhäckslers E 280 und des Schwadmähers E 301 | |
| 1971 ↑ | Siegfried Walter | Schlosser | Für seinen Anteil an der Entwicklung des Exaktfeldhäckslers E 280 und des Schwadmähers E 301 | |
| 1971 ↑ | Kollektiv „Bandabsetzer“ des VEB Förderanlagen- und Kranbau Köthen | Kollektiv „Bandabsetzer“ des VEB Förderanlagen- und Kranbau Köthen | Für seinen Anteil an den wissenschaftlich-technischen Leistungen bei der Forschung, Entwicklung und Konstruktion neuartiger Bandabsetzer, die bei ihrem praktischen Einsatz im In- und Ausland beispielhafte Ergebnisse in der Abraumbewegung erzielt haben                                                       | |
| 1971 ↑ | Rolf Küster | Direktor für Technik | Für seinen Anteil an den wissenschaftlich-technischen Leistungen bei der Forschung, Entwicklung und Konstruktion neuartiger Bandabsetzer, die bei ihrem praktischen Einsatz im In- und Ausland beispielhafte Ergebnisse in der Abraumbewegung erzielt haben                                                       | |
| 1971 ↑ | Günter Dahlit | Leiter der Konstruktionsabteilung Geräte | Für seinen Anteil an den wissenschaftlich-technischen Leistungen bei der Forschung, Entwicklung und Konstruktion neuartiger Bandabsetzer, die bei ihrem praktischen Einsatz im In- und Ausland beispielhafte Ergebnisse in der Abraumbewegung erzielt haben                                                       | |
| 1971 ↑ | Helmut Göhring | Hauptkonstrukteur | Für seinen Anteil an den wissenschaftlich-technischen Leistungen bei der Forschung, Entwicklung und Konstruktion neuartiger Bandabsetzer, die bei ihrem praktischen Einsatz im In- und Ausland beispielhafte Ergebnisse in der Abraumbewegung erzielt haben                                                       | |
| 1971 ↑ | Hans-Joachim Schmidt | Leiter der Abteilung Projektierung und Stahlbau | Für seinen Anteil an den wissenschaftlich-technischen Leistungen bei der Forschung, Entwicklung und Konstruktion neuartiger Bandabsetzer, die bei ihrem praktischen Einsatz im In- und Ausland beispielhafte Ergebnisse in der Abraumbewegung erzielt haben                                                       | |
| 1971 ↑ | Hermann Gertitschke | Projektant | Für seinen Anteil an den wissenschaftlich-technischen Leistungen bei der Forschung, Entwicklung und Konstruktion neuartiger Bandabsetzer, die bei ihrem praktischen Einsatz im In- und Ausland beispielhafte Ergebnisse in der Abraumbewegung erzielt haben                                                       | |
| 1971 ↑ | Karl-Heinz Lehnhardt | Leiter des Konstruktionsbüros der Außenstelle Leipzig | Für seinen Anteil an den wissenschaftlich-technischen Leistungen bei der Forschung, Entwicklung und Konstruktion neuartiger Bandabsetzer, die bei ihrem praktischen Einsatz im In- und Ausland beispielhafte Ergebnisse in der Abraumbewegung erzielt haben                                                       | |
| 1971 ↑ | Kollektiv der Kooperation Lewitz, Neustadt-Glewe, Bezirk Schwerin | Kollektiv der Kooperation Lewitz, Neustadt-Glewe, Bezirk Schwerin | Für seinen Anteil an den beispielgebenden Leistungen bei der Anwendung moderner Methoden der Grünlandwirtschaft und der Herausbildung kooperativer Beziehungen in der Jungrinderproduktion | |
| 1971 ↑ | Siegfried Bahls | Traktorist des VEG Lewitz Neustadt-Glewe | Für seinen Anteil an den beispielgebenden Leistungen bei der Anwendung moderner Methoden der Grünlandwirtschaft und der Herausbildung kooperativer Beziehungen in der Jungrinderproduktion | |
| 1971 ↑ | Albert Paulokat | Leiter der Abteilung Pflanzenproduktion des VEG Lewitz Neustadt-Glewe | Für seinen Anteil an den beispielgebenden Leistungen bei der Anwendung moderner Methoden der Grünlandwirtschaft und der Herausbildung kooperativer Beziehungen in der Jungrinderproduktion | |
| 1971 ↑ | Reinhard Rudolph | Vorsitzender der LPG „August Apfelbaum“ Brenz | Für seinen Anteil an den beispielgebenden Leistungen bei der Anwendung moderner Methoden der Grünlandwirtschaft und der Herausbildung kooperativer Beziehungen in der Jungrinderproduktion | |
| 1971 ↑ | Ulrich Scharfenorth | Direktor des VEG Lewitz Neustadt-Glewe | Für seinen Anteil an den beispielgebenden Leistungen bei der Anwendung moderner Methoden der Grünlandwirtschaft und der Herausbildung kooperativer Beziehungen in der Jungrinderproduktion | |
| 1971 ↑ | Alice Schmidt | Traktoristin der LPG „Immer bereit“ Blievenstorf | Für seinen Anteil an den beispielgebenden Leistungen bei der Anwendung moderner Methoden der Grünlandwirtschaft und der Herausbildung kooperativer Beziehungen in der Jungrinderproduktion | |
| 1971 ↑ | Alice Wilhoff | Kran- und Mähdrescherfahrerin der LPG „Rotes Banner“ Groß-Laasch | Für seinen Anteil an den beispielgebenden Leistungen bei der Anwendung moderner Methoden der Grünlandwirtschaft und der Herausbildung kooperativer Beziehungen in der Jungrinderproduktion | |
| 1971 ↑ | Kollektiv der Kooperation Schlettau, Kreis Annaberg, Bezirk Karl-Marx-Stadt | Kollektiv der Kooperation Schlettau, Kreis Annaberg, Bezirk Karl-Marx-Stadt | Für beispielhafte Leistungen bei der Heranführung von Kooperationspartnern mit niedriger Produktion an das Niveau fortgeschrittener LPG | |
| 1971 ↑ | Paul Bock | Vorsitzender der LPG „Lenin“ Schlettau | Für beispielhafte Leistungen bei der Heranführung von Kooperationspartnern mit niedriger Produktion an das Niveau fortgeschrittener LPG | |
| 1971 ↑ | Johannes Kautzsch | Vorsitzender der LPG „Karl Marx“ Neudorf | Für beispielhafte Leistungen bei der Heranführung von Kooperationspartnern mit niedriger Produktion an das Niveau fortgeschrittener LPG | |
| 1971 ↑ | Gerhard Hörig | Vorsitzender der LPG „Ernst Thälmann“ Sehma | Für beispielhafte Leistungen bei der Heranführung von Kooperationspartnern mit niedriger Produktion an das Niveau fortgeschrittener LPG | |
| 1971 ↑ | Fritz Weber | Produktionsarbeiter in der Technik der LPG „Lenin“ Schlettau | Für beispielhafte Leistungen bei der Heranführung von Kooperationspartnern mit niedriger Produktion an das Niveau fortgeschrittener LPG | |
| 1971 ↑ | Lina Vödisch | Leiterin des Kartoffelsortierplatzes der LPG „Lenin“ Schlettau | Für beispielhafte Leistungen bei der Heranführung von Kooperationspartnern mit niedriger Produktion an das Niveau fortgeschrittener LPG | |
| 1971 ↑ | Siegfried Sacher | Traktorist der LPG „Lenin“ Schlettau | Für beispielhafte Leistungen bei der Heranführung von Kooperationspartnern mit niedriger Produktion an das Niveau fortgeschrittener LPG | |
| 1971 ↑ | Heinz David | Ordentlicher Professor für pathologische Anatomie im Bereich Medizin und Leiter der Abteilung Elektronen-Mikroskopie im pathologischen Institut der Humboldt-Universität zu Berlin                                 | Für seine Entwicklung von Grundlagen der modernen biologischen Ultrastrukturforschung zur Kenntnis des Ablaufes von Krankheitsprozessen, insbesondere der Leber | |
| 1971 ↑ | Heinrich Gemkow | Ordentlicher Professor für Geschichte der deutschen Arbeiterbewegung und Marx-Engels-Forschung und Stellvertreter des Direktors des Instituts für Marxismus-Leninismus beim ZK der SED                             | Für seine großen Verdienste auf dem Gebiet der Marx-Engels-Forschung, insbesondere um die Erschließung des Lebenswerkes von Karl Marx und Friedrich Engels | |
| 1971 ↑ | Lieselott Herforth | Ordentlicher Professor für Experimentalphysik (Radioaktivität und Dosimetrie) und Leiter des Bereiches Experimentalphysik in der Sektion Physik der Technischen Universität Dresden, Mitglied des Staatsrates      | Für ihre Leistungen zur Entwicklung der Grundlagen der Dosimetrie und der Strahlungsmeßtechnik und deren Anwendung in der Isotopentechnik in verschiedenen Bereichen der Volkswirtschaft | |
| 1971 ↑ | Bruno Kaiser | Leiter der Abteilung Bibliothek des Instituts für Marxismus-Leninismus beim ZK der SED | Für seine wissenschaftlichen Leistungen auf dem Gebiet der Marx-Engels-Forschung und der marxistisch-leninistischen Bibliothekswissenschaft | |
| 1971 ↑ | Max Schubert | Ordentlicher Professor für experimentelle Physik (Quantenelektronik) und Abteilungsleiter an der Sektion der Friedrich-Schiller-Universität Jena                                                                   | Für seine grundlegenden Arbeiten auf dem Gebiet der Spektroskopie und der Quantenoptik, die volkswirtschaftlich bedeutsame Bereiche wesentlich befruchten | |
| 1972 ↑ | Kollektiv „Konzipierung, Entwicklung und Überleitung der elektronischen Rechentechnik zur automatisierten Produktionssteuerung“ des VEB Kombinat Robotron                                                       | Kollektiv „Konzipierung, Entwicklung und Überleitung der elektronischen Rechentechnik zur automatisierten Produktionssteuerung“ des VEB Kombinat Robotron                                                          | Für seinen Anteil an der kurzfristigen Entwicklung und Überleitung der Prozeßrechnerfamilie R 4000 und der dazugehörigen maschinenorientierten Systemunterlagen als wichtiges Mittel zur Rationalisierung technologischer Prozesse                                                                                | |
| 1972 ↑ | Peter Burkhardt | Hauptabteilungsleiter | Für seinen Anteil an der kurzfristigen Entwicklung und Überleitung der Prozeßrechnerfamilie R 4000 und der dazugehörigen maschinenorientierten Systemunterlagen als wichtiges Mittel zur Rationalisierung technologischer Prozesse                                                                                | |
| 1972 ↑ | Horst Glebler | Fachbereichsleiter | Für seinen Anteil an der kurzfristigen Entwicklung und Überleitung der Prozeßrechnerfamilie R 4000 und der dazugehörigen maschinenorientierten Systemunterlagen als wichtiges Mittel zur Rationalisierung technologischer Prozesse                                                                                | |
| 1972 ↑ | Siegfried Junge | Abteilungsleiter | Für seinen Anteil an der kurzfristigen Entwicklung und Überleitung der Prozeßrechnerfamilie R 4000 und der dazugehörigen maschinenorientierten Systemunterlagen als wichtiges Mittel zur Rationalisierung technologischer Prozesse                                                                                | |
| 1972 ↑ | Herbert Kühne | Meister | Für seinen Anteil an der kurzfristigen Entwicklung und Überleitung der Prozeßrechnerfamilie R 4000 und der dazugehörigen maschinenorientierten Systemunterlagen als wichtiges Mittel zur Rationalisierung technologischer Prozesse                                                                                | |
| 1972 ↑ | Herbert Willem | Fachgebietsdirektor | Für seinen Anteil an der kurzfristigen Entwicklung und Überleitung der Prozeßrechnerfamilie R 4000 und der dazugehörigen maschinenorientierten Systemunterlagen als wichtiges Mittel zur Rationalisierung technologischer Prozesse                                                                                | |
| 1972 ↑ | Kollektiv „Raupendrehkran RDK 250-1“ | Kollektiv „Raupendrehkran RDK 250-1“ | Für seinen Anteil an der Entwicklung und rationellen Produktion des Raupendrehkranes RDK 250-1 | |
| 1972 ↑ | Witali Iwanowitsch Beresowski | (Bürger der UdSSR), stellvertretender Leiter der Verwaltung für Zusammenstellung und Bearbeitung von Informationen im Ministerium für Industriebauten der UdSSR, Moskau                                            | Für seinen Anteil an der Entwicklung und rationellen Produktion des Raupendrehkranes RDK 250-1 | |
| 1972 ↑ | Herbert Geidel | Werkdirektor des VEB Zemag Zeitz | Für seinen Anteil an der Entwicklung und rationellen Produktion des Raupendrehkranes RDK 250-1 | |
| 1972 ↑ | Hans-Jochen Güttner | Werkdirektor des VEB Förderanlagen- und Kranbau Köthen | Für seinen Anteil an der Entwicklung und rationellen Produktion des Raupendrehkranes RDK 250-1 | |
| 1972 ↑ | Günter Kutzschbauch | Erprobungsmonteur im VEB Zemag Zeitz | Für seinen Anteil an der Entwicklung und rationellen Produktion des Raupendrehkranes RDK 250-1 | |
| 1972 ↑ | Joachim Schulze | Abteilungsleiter im VEB Zemag Zeitz | Für seinen Anteil an der Entwicklung und rationellen Produktion des Raupendrehkranes RDK 250-1 | |
| 1972 ↑ | Manfred Zorn | Einfahrer im VEB Zemag Zeitz | Für seinen Anteil an der Entwicklung und rationellen Produktion des Raupendrehkranes RDK 250-1 | |
| 1972 ↑ | Kollektiv „Automatische Fertigungsstraße zur Herstellung von Blechemballagen des VEB Blema Aue“ | Kollektiv „Automatische Fertigungsstraße zur Herstellung von Blechemballagen des VEB Blema Aue“ | Für seinen Anteil an der Entwicklung und Produktion von Rationalisierungslösungen für die Herstellung von Blechverpackungen | |
| 1972 ↑ | Wolfgang Betthausen | Abteilungsleiter Konstruktion | Für seinen Anteil an der Entwicklung und Produktion von Rationalisierungslösungen für die Herstellung von Blechverpackungen | |
| 1972 ↑ | Karlheinz Beyrich | Hauptkonstrukteur | Für seinen Anteil an der Entwicklung und Produktion von Rationalisierungslösungen für die Herstellung von Blechverpackungen | |
| 1972 ↑ | Manfred Drechsler | Schlosserbrigadier | Für seinen Anteil an der Entwicklung und Produktion von Rationalisierungslösungen für die Herstellung von Blechverpackungen | |
| 1972 ↑ | Fritz Schöffler | Bereichsleiter | Für seinen Anteil an der Entwicklung und Produktion von Rationalisierungslösungen für die Herstellung von Blechverpackungen | |
| 1972 ↑ | Karl Schreier | Chefmonteur | Für seinen Anteil an der Entwicklung und Produktion von Rationalisierungslösungen für die Herstellung von Blechverpackungen | |
| 1972 ↑ | Reiner Strobel | Maschinenschlosser | Für seinen Anteil an der Entwicklung und Produktion von Rationalisierungslösungen für die Herstellung von Blechverpackungen | |
| 1972 ↑ | Kollektiv „Rationalisierung im komplexen Wohnungsbau durch Anwendung von Gassilikatbeton“, Bezirk Schwerin | Kollektiv „Rationalisierung im komplexen Wohnungsbau durch Anwendung von Gassilikatbeton“, Bezirk Schwerin | Für seinen Anteil an der Entwicklung und Anwendung kosten-, energie- und materialsparender Außenwandelemente aus Gassilikatbeton im industriellen Wohnungsbau bei gut gelöster städtebaulich-architektonischer Gestaltung                                                                                         | |
| 1972 ↑ | Klaus Borke | Stellvertreter des Bezirksbaudirektors | Für seinen Anteil an der Entwicklung und Anwendung kosten-, energie- und materialsparender Außenwandelemente aus Gassilikatbeton im industriellen Wohnungsbau bei gut gelöster städtebaulich-architektonischer Gestaltung                                                                                         | |
| 1972 ↑ | Klaus Freitag | Kombinatsdirektor des VEB Wohnungsbaukombinat | Für seinen Anteil an der Entwicklung und Anwendung kosten-, energie- und materialsparender Außenwandelemente aus Gassilikatbeton im industriellen Wohnungsbau bei gut gelöster städtebaulich-architektonischer Gestaltung                                                                                         | |
| 1972 ↑ | Gerhard Haase | Betriebsdirektor des VEB Tiefbau | Für seinen Anteil an der Entwicklung und Anwendung kosten-, energie- und materialsparender Außenwandelemente aus Gassilikatbeton im industriellen Wohnungsbau bei gut gelöster städtebaulich-architektonischer Gestaltung                                                                                         | |
| 1972 ↑ | Heinz Lösler | Chefarchitekt des VEB Wohnungsbaukombinat | Für seinen Anteil an der Entwicklung und Anwendung kosten-, energie- und materialsparender Außenwandelemente aus Gassilikatbeton im industriellen Wohnungsbau bei gut gelöster städtebaulich-architektonischer Gestaltung                                                                                         | |
| 1972 ↑ | Horst Siegmann | Meisterbrigadier im VEB Wohnungsbaukombinat | Für seinen Anteil an der Entwicklung und Anwendung kosten-, energie- und materialsparender Außenwandelemente aus Gassilikatbeton im industriellen Wohnungsbau bei gut gelöster städtebaulich-architektonischer Gestaltung                                                                                         | |
| 1972 ↑ | Ewald Wendt | Montagebrigadier im VEB Wohnungsbaukombinat | Für seinen Anteil an der Entwicklung und Anwendung kosten-, energie- und materialsparender Außenwandelemente aus Gassilikatbeton im industriellen Wohnungsbau bei gut gelöster städtebaulich-architektonischer Gestaltung                                                                                         | |
| 1972 ↑ | Kollektiv „Einpreßverfahren zur Rekonstruktion vorhandener Wasserversorgungsnetze“ | Kollektiv „Einpreßverfahren zur Rekonstruktion vorhandener Wasserversorgungsnetze“ | Für seinen Anteil an der kurzfristigen Entwicklung und praktischen Einführung eines hocheffektiven Verfahrens zur Wiederherstellung und Verlängerung der vollen Funktionsfähigkeit vorhandener Wasserleitungsnetze                                                                                                | |
| 1972 ↑ | Kurt Engemann | Direktor des WTZ Wasserversorgung und Abwasserbehandlung Leipzig | Für seinen Anteil an der kurzfristigen Entwicklung und praktischen Einführung eines hocheffektiven Verfahrens zur Wiederherstellung und Verlängerung der vollen Funktionsfähigkeit vorhandener Wasserleitungsnetze                                                                                                | |
| 1972 ↑ | Wolfgang Rallay | Direktor des Instituts für Ingenieur- und Tiefbau Leipzig der Bauakademie der DDR | Für seinen Anteil an der kurzfristigen Entwicklung und praktischen Einführung eines hocheffektiven Verfahrens zur Wiederherstellung und Verlängerung der vollen Funktionsfähigkeit vorhandener Wasserleitungsnetze                                                                                                | |
| 1972 ↑ | Roland Rau | Rohrleger im VEB Wasserversorgung und Abwasserbehandlung Leipzig | Für seinen Anteil an der kurzfristigen Entwicklung und praktischen Einführung eines hocheffektiven Verfahrens zur Wiederherstellung und Verlängerung der vollen Funktionsfähigkeit vorhandener Wasserleitungsnetze                                                                                                | |
| 1972 ↑ | Alois Rischka | Wiss. Mitarbeiter im Institut für Ingenieur- und Tiefbau Leipzig der Bauakademie der DDR | Für seinen Anteil an der kurzfristigen Entwicklung und praktischen Einführung eines hocheffektiven Verfahrens zur Wiederherstellung und Verlängerung der vollen Funktionsfähigkeit vorhandener Wasserleitungsnetze                                                                                                | |
| 1972 ↑ | Artur Stüber | Abteilungsleiter im Institut für Ingenieur- und Tiefbau Leipzig der Bauakademie der DDR | Für seinen Anteil an der kurzfristigen Entwicklung und praktischen Einführung eines hocheffektiven Verfahrens zur Wiederherstellung und Verlängerung der vollen Funktionsfähigkeit vorhandener Wasserleitungsnetze                                                                                                | |
| 1972 ↑ | Kollektiv „Malimotechnologie“ des VEB Plauener Gardine | Kollektiv „Malimotechnologie“ des VEB Plauener Gardine | Für seinen Anteil an der Entwicklung von Dekorationsstoffen auf der Basis der Malimo-Fadenverbundtechnologie und deren erfolgreiche Einführung in die Produktion | |
| 1972 ↑ | Walter Bauer | Obermeister und Brigadeleiter im Malimozentrum | Für seinen Anteil an der Entwicklung von Dekorationsstoffen auf der Basis der Malimo-Fadenverbundtechnologie und deren erfolgreiche Einführung in die Produktion | |
| 1972 ↑ | Joachim Gläser | Entwicklungsingenieur für Nähwirktechnik | Für seinen Anteil an der Entwicklung von Dekorationsstoffen auf der Basis der Malimo-Fadenverbundtechnologie und deren erfolgreiche Einführung in die Produktion | |
| 1972 ↑ | Jürgen Klaus | persönlicher Mitarbeiter des Betriebsdirektors | Für seinen Anteil an der Entwicklung von Dekorationsstoffen auf der Basis der Malimo-Fadenverbundtechnologie und deren erfolgreiche Einführung in die Produktion | |
| 1972 ↑ | Werner Reichel | Nähwirker | Für seinen Anteil an der Entwicklung von Dekorationsstoffen auf der Basis der Malimo-Fadenverbundtechnologie und deren erfolgreiche Einführung in die Produktion | |
| 1972 ↑ | Eberhard Schicker | Hauptabteilungsleiter Forschung | Für seinen Anteil an der Entwicklung von Dekorationsstoffen auf der Basis der Malimo-Fadenverbundtechnologie und deren erfolgreiche Einführung in die Produktion | |
| 1972 ↑ | Brigitte Wild | , Nähwirkerin | Für seinen Anteil an der Entwicklung von Dekorationsstoffen auf der Basis der Malimo-Fadenverbundtechnologie und deren erfolgreiche Einführung in die Produktion | |
| 1972 ↑ | Forschungs- und Überleitungskollektiv „Wolpryla“ des VEB Chemiefaserwerk „Friedrich Engels“ Premnitz | Forschungs- und Überleitungskollektiv „Wolpryla“ des VEB Chemiefaserwerk „Friedrich Engels“ Premnitz | Für seinen Anteil an der Entwicklung und Produktionseinführung eines neuen Verfahrens und Sortimentes qualitativ hochwertiger Polyacrylnitrilfaserstoffe | |
| 1972 ↑ | Ingeborg Ebert | Technologe | Für seinen Anteil an der Entwicklung und Produktionseinführung eines neuen Verfahrens und Sortimentes qualitativ hochwertiger Polyacrylnitrilfaserstoffe | |
| 1972 ↑ | Hans-Joachim Kröning | Produktionsbereichsleiter | Für seinen Anteil an der Entwicklung und Produktionseinführung eines neuen Verfahrens und Sortimentes qualitativ hochwertiger Polyacrylnitrilfaserstoffe | |
| 1972 ↑ | Eberhard Peter | Hauptabteilungsleiter | Für seinen Anteil an der Entwicklung und Produktionseinführung eines neuen Verfahrens und Sortimentes qualitativ hochwertiger Polyacrylnitrilfaserstoffe | |
| 1972 ↑ | Winfried Weise | Hauptabteilungsleiter | Für seinen Anteil an der Entwicklung und Produktionseinführung eines neuen Verfahrens und Sortimentes qualitativ hochwertiger Polyacrylnitrilfaserstoffe | |
| 1972 ↑ | Forschungskollektiv der Sektion Chemie und Physik der Karl-Marx-Universität Leipzig | Forschungskollektiv der Sektion Chemie und Physik der Karl-Marx-Universität Leipzig | Für seinen Anteil an der naturwissenschaftlichen Grundlagenforschung in der Festkörperphysik | |
| 1972 ↑ | Ehrenfried Butter | Ordentlicher Professor für Strukturchemie an der Sektion Chemie | Für seinen Anteil an der naturwissenschaftlichen Grundlagenforschung in der Festkörperphysik | |
| 1972 ↑ | Brigitte Jacobs | Wiss. Oberassistentin an der Sektion Chemie | Für seinen Anteil an der naturwissenschaftlichen Grundlagenforschung in der Festkörperphysik | |
| 1972 ↑ | Klaus Jacobs | Wiss. Assistent an der Sektion Chemie | Für seinen Anteil an der naturwissenschaftlichen Grundlagenforschung in der Festkörperphysik | |
| 1972 ↑ | Konrad Unger | Hochschuldozent an der Sektion Physik | Für seinen Anteil an der naturwissenschaftlichen Grundlagenforschung in der Festkörperphysik | |
| 1972 ↑ | Alfred Zehe | Hochschuldozent an der Sektion Physik | Für seinen Anteil an der naturwissenschaftlichen Grundlagenforschung in der Festkörperphysik | |
| 1972 ↑ | Kollektiv des Kooperationsverbandes Fleischschwein Teterow, Bezirk Neubrandenburg | Kollektiv des Kooperationsverbandes Fleischschwein Teterow, Bezirk Neubrandenburg | Für seinen Anteil an den beispielhaften Leistungen des Kooperationsverbandes beim Übergang zu industriemäßigen Formen der Tierproduktion | |
| 1972 ↑ | Hilde Geyer | Schichtleiterin in der LPG Groß Roge | Für seinen Anteil an den beispielhaften Leistungen des Kooperationsverbandes beim Übergang zu industriemäßigen Formen der Tierproduktion | |
| 1972 ↑ | Gerhard Jelken | Zootechniker und Züchter in der LPG Gnoien | Für seinen Anteil an den beispielhaften Leistungen des Kooperationsverbandes beim Übergang zu industriemäßigen Formen der Tierproduktion | |
| 1972 ↑ | Frieda Komischke | Schweinepflegerin in der LPG Rey-Kleverhof | Für seinen Anteil an den beispielhaften Leistungen des Kooperationsverbandes beim Übergang zu industriemäßigen Formen der Tierproduktion | |
| 1972 ↑ | Ingenieurökonom Walter Schulz | Direktor des VEB Schlachtbetrieb Teterow | Für seinen Anteil an den beispielhaften Leistungen des Kooperationsverbandes beim Übergang zu industriemäßigen Formen der Tierproduktion | |
| 1972 ↑ | Ilse Weiher | Schweinepflegerin in der LPG Neuheide | Für seinen Anteil an den beispielhaften Leistungen des Kooperationsverbandes beim Übergang zu industriemäßigen Formen der Tierproduktion | |
| 1972 ↑ | Bruno Wruck | Vorsitzender der LPG Hohen-Mistorf und LPG Ponsdorf | Für seinen Anteil an den beispielhaften Leistungen des Kooperationsverbandes beim Übergang zu industriemäßigen Formen der Tierproduktion | |
| 1972 ↑ | Rosemarie Albrecht | Ordentlicher Professor für Oto-Rhino-Laryngologie und Direktor der Hals-Nasen-Ohrenklinik des Bereiches Medizin der Friedrich-Schiller-Universität Jena                                                            | Für ihre Verdienste in der Entwicklung der Hals-Nasen-Ohrenheilkunde, insbesondere für ihre Arbeiten zur Behandlung von Geschwülsten in diesem Bereich | |
| 1972 ↑ | Lothar Kolditz | Ordentlicher Professor für Anorganische Chemie und Direktor der Sektion Chemie der Humboldt-Universität zu Berlin                                                                                                  | Für seine beispielgebenden wissenschaftlichen Leistungen auf dem Gebiet der Fluorchemie | |
| 1972 ↑ | Lothar Rathmann | Ordentlicher Professor für Geschichte der arabischen Länder an der Sektion Afrika-Nahostwissenschaften der Karl-Marx-Universität Leipzig                                                                           | Für seine beispielgebenden Leistungen bei der Entwicklung der marxistisch-leninistischen Geschichtswissenschaft, insbesondere auf dem Gebiet der Geschichte der arabischen Völker und theoretischen Grundprobleme der nationalen Befreiungsbewegung                                                               | |
| 1972 ↑ | Rita Schober | Ordentlicher Professor für Romanistik an der Sektion Philologie/Germanistik der Humboldt-Universität zu Berlin | Für ihre Leistungen auf dem Gebiet der romanistischen Literaturwissenschaft, insbesondere der Untersuchung zur Entwicklung des kritischen und sozialistischen Realismus | |
| 1972 ↑ | August Sundermann | Ordentlicher Professor für Innere Medizin und Direktor der Medizinischen Klinik der Medizinischen Akademie Erfurt                                                                                                  | Für seine Verdienste als Arzt und Wissenschaftler bei der Entwicklung des Fachgebietes Innere Medizin, insbesondere der Hämatologie | |
| 1972 ↑ | Kollektiv aus dem Bereich Rudersport | Kollektiv aus dem Bereich Rudersport | Für hervorragende wissenschaftliche Leistungen im Rudersport, die dazu führten, dass der Rudersport der DDR bereits über mehrere Jahre die Weltspitze bestimmt | Im Rahmen der Ehrung des Olympiakollektives der Olympischen Sommer- und Winterspiele 1972 am 27. Oktober 1972 durch den Staatsrat der DDR |
| 1972 ↑ | Richard Buchmann | | Für hervorragende wissenschaftliche Leistungen im Rudersport, die dazu führten, dass der Rudersport der DDR bereits über mehrere Jahre die Weltspitze bestimmt | Im Rahmen der Ehrung des Olympiakollektives der Olympischen Sommer- und Winterspiele 1972 am 27. Oktober 1972 durch den Staatsrat der DDR |
| 1972 ↑ | Joachim Fehling | Sportlehrer | Für hervorragende wissenschaftliche Leistungen im Rudersport, die dazu führten, dass der Rudersport der DDR bereits über mehrere Jahre die Weltspitze bestimmt | Im Rahmen der Ehrung des Olympiakollektives der Olympischen Sommer- und Winterspiele 1972 am 27. Oktober 1972 durch den Staatsrat der DDR |
| 1972 ↑ | Klaus Filter | Ingenieur | Für hervorragende wissenschaftliche Leistungen im Rudersport, die dazu führten, dass der Rudersport der DDR bereits über mehrere Jahre die Weltspitze bestimmt | Im Rahmen der Ehrung des Olympiakollektives der Olympischen Sommer- und Winterspiele 1972 am 27. Oktober 1972 durch den Staatsrat der DDR |
| 1972 ↑ | Gisela Heiße | Sportlehrer | Für hervorragende wissenschaftliche Leistungen im Rudersport, die dazu führten, dass der Rudersport der DDR bereits über mehrere Jahre die Weltspitze bestimmt | Im Rahmen der Ehrung des Olympiakollektives der Olympischen Sommer- und Winterspiele 1972 am 27. Oktober 1972 durch den Staatsrat der DDR |
| 1972 ↑ | Helmut Pohlentz | Arzt | Für hervorragende wissenschaftliche Leistungen im Rudersport, die dazu führten, dass der Rudersport der DDR bereits über mehrere Jahre die Weltspitze bestimmt | Im Rahmen der Ehrung des Olympiakollektives der Olympischen Sommer- und Winterspiele 1972 am 27. Oktober 1972 durch den Staatsrat der DDR |
| 1972 ↑ | Hans Reinicke | Ingenieur | Für hervorragende wissenschaftliche Leistungen im Rudersport, die dazu führten, dass der Rudersport der DDR bereits über mehrere Jahre die Weltspitze bestimmt | Im Rahmen der Ehrung des Olympiakollektives der Olympischen Sommer- und Winterspiele 1972 am 27. Oktober 1972 durch den Staatsrat der DDR |
| 1972 ↑ | Karin Stopp | Arzt | Für hervorragende wissenschaftliche Leistungen im Rudersport, die dazu führten, dass der Rudersport der DDR bereits über mehrere Jahre die Weltspitze bestimmt | Im Rahmen der Ehrung des Olympiakollektives der Olympischen Sommer- und Winterspiele 1972 am 27. Oktober 1972 durch den Staatsrat der DDR |
| 1972 ↑ | Kollektiv Sportwissenschaftler und Trainingsmethodiker | Kollektiv Sportwissenschaftler und Trainingsmethodiker | Für hervorragende wissenschaftliche Leistungen auf dem Gebiet der trainingsmethodischen, gesellschafts- und naturwissenschaftlichen Arbeit im Leistungssport | Im Rahmen der Ehrung des Olympiakollektives der Olympischen Sommer- und Winterspiele 1972 am 27. Oktober 1972 durch den Staatsrat der DDR |
| 1972 ↑ | Kurt Debus | Ingenieur | Für hervorragende wissenschaftliche Leistungen auf dem Gebiet der trainingsmethodischen, gesellschafts- und naturwissenschaftlichen Arbeit im Leistungssport | Im Rahmen der Ehrung des Olympiakollektives der Olympischen Sommer- und Winterspiele 1972 am 27. Oktober 1972 durch den Staatsrat der DDR |
| 1972 ↑ | Dieter Deiß | | Für hervorragende wissenschaftliche Leistungen auf dem Gebiet der trainingsmethodischen, gesellschafts- und naturwissenschaftlichen Arbeit im Leistungssport | Im Rahmen der Ehrung des Olympiakollektives der Olympischen Sommer- und Winterspiele 1972 am 27. Oktober 1972 durch den Staatsrat der DDR |
| 1972 ↑ | Heinrich Gundlach | | Für hervorragende wissenschaftliche Leistungen auf dem Gebiet der trainingsmethodischen, gesellschafts- und naturwissenschaftlichen Arbeit im Leistungssport | Im Rahmen der Ehrung des Olympiakollektives der Olympischen Sommer- und Winterspiele 1972 am 27. Oktober 1972 durch den Staatsrat der DDR |
| 1972 ↑ | Alfons Lehnert | | Für hervorragende wissenschaftliche Leistungen auf dem Gebiet der trainingsmethodischen, gesellschafts- und naturwissenschaftlichen Arbeit im Leistungssport | Im Rahmen der Ehrung des Olympiakollektives der Olympischen Sommer- und Winterspiele 1972 am 27. Oktober 1972 durch den Staatsrat der DDR |
| 1972 ↑ | Jochen Lenz | | Für hervorragende wissenschaftliche Leistungen auf dem Gebiet der trainingsmethodischen, gesellschafts- und naturwissenschaftlichen Arbeit im Leistungssport | Im Rahmen der Ehrung des Olympiakollektives der Olympischen Sommer- und Winterspiele 1972 am 27. Oktober 1972 durch den Staatsrat der DDR |
| 1972 ↑ | Helga Pfeifer | | Für hervorragende wissenschaftliche Leistungen auf dem Gebiet der trainingsmethodischen, gesellschafts- und naturwissenschaftlichen Arbeit im Leistungssport | Im Rahmen der Ehrung des Olympiakollektives der Olympischen Sommer- und Winterspiele 1972 am 27. Oktober 1972 durch den Staatsrat der DDR |
| 1972 ↑ | Peter Schacke | | Für hervorragende wissenschaftliche Leistungen auf dem Gebiet der trainingsmethodischen, gesellschafts- und naturwissenschaftlichen Arbeit im Leistungssport | Im Rahmen der Ehrung des Olympiakollektives der Olympischen Sommer- und Winterspiele 1972 am 27. Oktober 1972 durch den Staatsrat der DDR |
| 1972 ↑ | Rudolf Schramme | | Für hervorragende wissenschaftliche Leistungen auf dem Gebiet der trainingsmethodischen, gesellschafts- und naturwissenschaftlichen Arbeit im Leistungssport | Im Rahmen der Ehrung des Olympiakollektives der Olympischen Sommer- und Winterspiele 1972 am 27. Oktober 1972 durch den Staatsrat der DDR |
| 1972 ↑ | Manfred Schulz | Sportlehrer | Für hervorragende wissenschaftliche Leistungen auf dem Gebiet der trainingsmethodischen, gesellschafts- und naturwissenschaftlichen Arbeit im Leistungssport | Im Rahmen der Ehrung des Olympiakollektives der Olympischen Sommer- und Winterspiele 1972 am 27. Oktober 1972 durch den Staatsrat der DDR |
| 1972 ↑ | Heinz Schwidtmann | | Für hervorragende wissenschaftliche Leistungen auf dem Gebiet der trainingsmethodischen, gesellschafts- und naturwissenschaftlichen Arbeit im Leistungssport | Im Rahmen der Ehrung des Olympiakollektives der Olympischen Sommer- und Winterspiele 1972 am 27. Oktober 1972 durch den Staatsrat der DDR |
| 1972 ↑ | Gottfried Stark | | Für hervorragende wissenschaftliche Leistungen auf dem Gebiet der trainingsmethodischen, gesellschafts- und naturwissenschaftlichen Arbeit im Leistungssport | Im Rahmen der Ehrung des Olympiakollektives der Olympischen Sommer- und Winterspiele 1972 am 27. Oktober 1972 durch den Staatsrat der DDR |
| 1972 ↑ | Kollektiv leitender Sportmediziner | Kollektiv leitender Sportmediziner | Für hervorragende wissenschaftliche Leistungen auf dem Gebiet der Sportmedizin und seinen Anteil an der Entwicklung sportlicher Höchstleistungen | Im Rahmen der Ehrung des Olympiakollektives der Olympischen Sommer- und Winterspiele 1972 am 27. Oktober 1972 durch den Staatsrat der DDR |
| 1972 ↑ | Manfred Höppner | Arzt | Für hervorragende wissenschaftliche Leistungen auf dem Gebiet der Sportmedizin und seinen Anteil an der Entwicklung sportlicher Höchstleistungen | Im Rahmen der Ehrung des Olympiakollektives der Olympischen Sommer- und Winterspiele 1972 am 27. Oktober 1972 durch den Staatsrat der DDR |
| 1972 ↑ | Lothar Kipke | Arzt | Für hervorragende wissenschaftliche Leistungen auf dem Gebiet der Sportmedizin und seinen Anteil an der Entwicklung sportlicher Höchstleistungen | Im Rahmen der Ehrung des Olympiakollektives der Olympischen Sommer- und Winterspiele 1972 am 27. Oktober 1972 durch den Staatsrat der DDR |
| 1972 ↑ | Stanley Ernest Strauzenberg | | Für hervorragende wissenschaftliche Leistungen auf dem Gebiet der Sportmedizin und seinen Anteil an der Entwicklung sportlicher Höchstleistungen | Im Rahmen der Ehrung des Olympiakollektives der Olympischen Sommer- und Winterspiele 1972 am 27. Oktober 1972 durch den Staatsrat der DDR |
| 1972 ↑ | Kurt Tittel | | Für hervorragende wissenschaftliche Leistungen auf dem Gebiet der Sportmedizin und seinen Anteil an der Entwicklung sportlicher Höchstleistungen | Im Rahmen der Ehrung des Olympiakollektives der Olympischen Sommer- und Winterspiele 1972 am 27. Oktober 1972 durch den Staatsrat der DDR |
| 1972 ↑ | Günter Welsch | OMR | Für hervorragende wissenschaftliche Leistungen auf dem Gebiet der Sportmedizin und seinen Anteil an der Entwicklung sportlicher Höchstleistungen | Im Rahmen der Ehrung des Olympiakollektives der Olympischen Sommer- und Winterspiele 1972 am 27. Oktober 1972 durch den Staatsrat der DDR |
| 1972 ↑ | Heinz Wuschech | Arzt | Für hervorragende wissenschaftliche Leistungen auf dem Gebiet der Sportmedizin und seinen Anteil an der Entwicklung sportlicher Höchstleistungen | Im Rahmen der Ehrung des Olympiakollektives der Olympischen Sommer- und Winterspiele 1972 am 27. Oktober 1972 durch den Staatsrat der DDR |
| 1973 ↑ | Kollektiv der sozialistischen Arbeitsgemeinschaft „Präkoni“ | Kollektiv der sozialistischen Arbeitsgemeinschaft „Präkoni“ | Für seinen Anteil an der Entwicklung und Fertigungsüberleitung eines Spitzengerätes der geodätischen Vermessungstechnik und an der Einführung eines mit diesem Gerät erstmals anwendbaren hochrationellen Vermessungsverfahrens                                                                                   | |
| 1973 ↑ | Diplomphysiker Volker Guyenot | Abteilungsleiter im Abschnitt Technologie, Werk 2 des VEB Carl Zeiss Jena | Für seinen Anteil an der Entwicklung und Fertigungsüberleitung eines Spitzengerätes der geodätischen Vermessungstechnik und an der Einführung eines mit diesem Gerät erstmals anwendbaren hochrationellen Vermessungsverfahrens                                                                                   | |
| 1973 ↑ | Gerhard Hüther | Abteilungsleiter des Vermessungslabors im Forschungszentrum, VEB Carl Zeiss Jena | Für seinen Anteil an der Entwicklung und Fertigungsüberleitung eines Spitzengerätes der geodätischen Vermessungstechnik und an der Einführung eines mit diesem Gerät erstmals anwendbaren hochrationellen Vermessungsverfahrens                                                                                   | |
| 1973 ↑ | Erich Jung | Feinmechaniker im Abschnitt Funktionsmusterbau des Forschungszentrums, VEB Carl Zeiss Jena | Für seinen Anteil an der Entwicklung und Fertigungsüberleitung eines Spitzengerätes der geodätischen Vermessungstechnik und an der Einführung eines mit diesem Gerät erstmals anwendbaren hochrationellen Vermessungsverfahrens                                                                                   | |
| 1973 ↑ | Karl-Heinz Nicklisch | Fertigungstechnologe im Abschnitt Technologie, Werk 2 des VEB Carl Zeiss Jena | Für seinen Anteil an der Entwicklung und Fertigungsüberleitung eines Spitzengerätes der geodätischen Vermessungstechnik und an der Einführung eines mit diesem Gerät erstmals anwendbaren hochrationellen Vermessungsverfahrens                                                                                   | |
| 1973 ↑ | Horst Peschel | Ordentlicher Professor für Sphäroidische und Physikalische Geodäsie an der TU Dresden und Präsident der Kammer der Technik                                                                                         | Für seinen Anteil an der Entwicklung und Fertigungsüberleitung eines Spitzengerätes der geodätischen Vermessungstechnik und an der Einführung eines mit diesem Gerät erstmals anwendbaren hochrationellen Vermessungsverfahrens                                                                                   | |
| 1973 ↑ | Gotthard Seltmann | Wiss. Mitarbeiter am Geodätischen Institut der TU Dresden | Für seinen Anteil an der Entwicklung und Fertigungsüberleitung eines Spitzengerätes der geodätischen Vermessungstechnik und an der Einführung eines mit diesem Gerät erstmals anwendbaren hochrationellen Vermessungsverfahrens                                                                                   | |
| 1973 ↑ | Entwicklungskollektiv „Transformatoren mit Alu-Bandwicklung“ im VEB Transformatorenwerk Reichenbach | Entwicklungskollektiv „Transformatoren mit Alu-Bandwicklung“ im VEB Transformatorenwerk Reichenbach | Für seinen Anteil an der kurzfristigen Einführung von Transformatoren mit Aluminiumbandwicklung und ihre kurzfristige Überführung in die Produktion | |
| 1973 ↑ | Klaus Arzig | Wickler im Werk III | Für seinen Anteil an der kurzfristigen Einführung von Transformatoren mit Aluminiumbandwicklung und ihre kurzfristige Überführung in die Produktion | |
| 1973 ↑ | Diplomingenieur Reimund Martens | Direktor für Technik | Für seinen Anteil an der kurzfristigen Einführung von Transformatoren mit Aluminiumbandwicklung und ihre kurzfristige Überführung in die Produktion | |
| 1973 ↑ | Werner Möckel | Abteilungsleiter Technologie im Werk III | Für seinen Anteil an der kurzfristigen Einführung von Transformatoren mit Aluminiumbandwicklung und ihre kurzfristige Überführung in die Produktion | |
| 1973 ↑ | Gunter Scharf | Abteilungsleiter Neue Technik | Für seinen Anteil an der kurzfristigen Einführung von Transformatoren mit Aluminiumbandwicklung und ihre kurzfristige Überführung in die Produktion | |
| 1973 ↑ | Werner Trillitzsch | Gruppenleiter Betriebsmittel im Werk III | Für seinen Anteil an der kurzfristigen Einführung von Transformatoren mit Aluminiumbandwicklung und ihre kurzfristige Überführung in die Produktion | |
| 1973 ↑ | Karl-Heinz Voigt | Brigadier in der Abteilung Vorrichtungsbauer im Werk III | Für seinen Anteil an der kurzfristigen Einführung von Transformatoren mit Aluminiumbandwicklung und ihre kurzfristige Überführung in die Produktion | |
| 1973 ↑ | Kollektiv aus den Braunkohlenkombinaten Bitterfeld und Regis | Kollektiv aus den Braunkohlenkombinaten Bitterfeld und Regis | Für seinen Anteil an der Entwicklung und Durchsetzung rationeller technologischer Verfahren zur Stabilisierung rückbarer Gleise in den Braunkohlentagebauen der DDR | |
| 1973 ↑ | Kurt Bernhardt | Mitglied der Arbeitsgemeinschaft komplexe Gleismechanisierung im Tagebau Goitsche | Für seinen Anteil an der Entwicklung und Durchsetzung rationeller technologischer Verfahren zur Stabilisierung rückbarer Gleise in den Braunkohlentagebauen der DDR | |
| 1973 ↑ | Günter Jänicke | Brigadier im Abraumbetrieb Goitsche | Für seinen Anteil an der Entwicklung und Durchsetzung rationeller technologischer Verfahren zur Stabilisierung rückbarer Gleise in den Braunkohlentagebauen der DDR | |
| 1973 ↑ | Arthur Netz | Tagebauleiter im Tagebau Goitsche | Für seinen Anteil an der Entwicklung und Durchsetzung rationeller technologischer Verfahren zur Stabilisierung rückbarer Gleise in den Braunkohlentagebauen der DDR | |
| 1973 ↑ | Hans-Joachim Schneider | Schichtleiter im Abraumbetrieb Schleenhain | Für seinen Anteil an der Entwicklung und Durchsetzung rationeller technologischer Verfahren zur Stabilisierung rückbarer Gleise in den Braunkohlentagebauen der DDR | |
| 1973 ↑ | Heinz Treptow | Maschinist der Gleisbautechnik im Abraumbetrieb Schleenhain | Für seinen Anteil an der Entwicklung und Durchsetzung rationeller technologischer Verfahren zur Stabilisierung rückbarer Gleise in den Braunkohlentagebauen der DDR | |
| 1973 ↑ | Kollektiv des VEB Förderausrüstungen Aschersleben | Kollektiv des VEB Förderausrüstungen Aschersleben | Für seinen Anteil an der Entwicklung und Fertigungsrationalisierung der Typenreihe Elektro-Gurttrommeln | |
| 1973 ↑ | Rudolf Bauwe | | Für seinen Anteil an der Entwicklung und Fertigungsrationalisierung der Typenreihe Elektro-Gurttrommeln | |
| 1973 ↑ | Rudi Bruch | Hauptkonstrukteur, Technischer Direktor | Für seinen Anteil an der Entwicklung und Fertigungsrationalisierung der Typenreihe Elektro-Gurttrommeln | |
| 1973 ↑ | Karl-Heinz Reer | Brigadier | Für seinen Anteil an der Entwicklung und Fertigungsrationalisierung der Typenreihe Elektro-Gurttrommeln | |
| 1973 ↑ | Josef Renner | Auftragsleiter Technik | Für seinen Anteil an der Entwicklung und Fertigungsrationalisierung der Typenreihe Elektro-Gurttrommeln | |
| 1973 ↑ | Günther Weiß | Werkdirektor | Für seinen Anteil an der Entwicklung und Fertigungsrationalisierung der Typenreihe Elektro-Gurttrommeln | |
| 1973 ↑ | Willi Wenzel | Brigadier | Für seinen Anteil an der Entwicklung und Fertigungsrationalisierung der Typenreihe Elektro-Gurttrommeln | |
| 1973 ↑ | Kollektiv „Automatisierte Großwerkzeuge“ im VEB Formenbau Schwarzenberg | Kollektiv „Automatisierte Großwerkzeuge“ im VEB Formenbau Schwarzenberg | Für seinen Anteil cm der Entwicklung und wirtschaftlichen Fertigung automatisierter Werkzeuge für die Umformung großer Blechteile | |
| 1973 ↑ | Wolfgang Espig | Brigadier | Für seinen Anteil cm der Entwicklung und wirtschaftlichen Fertigung automatisierter Werkzeuge für die Umformung großer Blechteile | |
| 1973 ↑ | Manfred Gräßler | Chefmonteur | Für seinen Anteil cm der Entwicklung und wirtschaftlichen Fertigung automatisierter Werkzeuge für die Umformung großer Blechteile | |
| 1973 ↑ | Walter Schubert | Meister | Für seinen Anteil cm der Entwicklung und wirtschaftlichen Fertigung automatisierter Werkzeuge für die Umformung großer Blechteile | |
| 1973 ↑ | Walter Voigtmann | Gruppenleiter | Für seinen Anteil cm der Entwicklung und wirtschaftlichen Fertigung automatisierter Werkzeuge für die Umformung großer Blechteile | |
| 1973 ↑ | Wolfgang Weber | Chefkonstrukteur | Für seinen Anteil cm der Entwicklung und wirtschaftlichen Fertigung automatisierter Werkzeuge für die Umformung großer Blechteile | |
| 1973 ↑ | Helmut Weigel | Bohrwerksdreher | Für seinen Anteil cm der Entwicklung und wirtschaftlichen Fertigung automatisierter Werkzeuge für die Umformung großer Blechteile | |
| 1973 ↑ | Kollektiv „Fließstraße für Schleudertrommel TS 66“ | Kollektiv „Fließstraße für Schleudertrommel TS 66“ | Für seinen Anteil an der Automatisierung der Fertigung von Schleudertrommeln unter Anwendung produktiver Umformverfahren | |
| 1973 ↑ | Heinz Berger | Direktor für Technik und Produktion im VEB Rationalisierung EBM Karl-Marx-Stadt | Für seinen Anteil an der Automatisierung der Fertigung von Schleudertrommeln unter Anwendung produktiver Umformverfahren | |
| 1973 ↑ | Karl-Heinz Franke | Direktor für Wissenschaft und Technik der WB EBM Karl-Marx-Stadt | Für seinen Anteil an der Automatisierung der Fertigung von Schleudertrommeln unter Anwendung produktiver Umformverfahren | |
| 1973 ↑ | Ernst Stiehler | 1. Anlagenfahrer im VEB MONSATOR Haushaltgroßgerätekombinat Waschgerätewerk Schwarzenberg | Für seinen Anteil an der Automatisierung der Fertigung von Schleudertrommeln unter Anwendung produktiver Umformverfahren | |
| 1973 ↑ | Hans-Jürgen Thiele | , Maschinenschlosser in der Entwicklungsstelle Döbeln des VEB Rationalisierung EBM Karl-Marx-Stadt | Für seinen Anteil an der Automatisierung der Fertigung von Schleudertrommeln unter Anwendung produktiver Umformverfahren | |
| 1973 ↑ | Karlheinz Wenke | Direktor der Entwicklungsstelle Gotha des VEB Rationalisierung EBM Karl-Marx-Stadt | Für seinen Anteil an der Automatisierung der Fertigung von Schleudertrommeln unter Anwendung produktiver Umformverfahren | |
| 1973 ↑ | Hans Willing | Versuchsmechaniker in der Entwicklungsstelle Gotha des VEB Rationalisierung EBM Karl-Marx-Stadt | Für seinen Anteil an der Automatisierung der Fertigung von Schleudertrommeln unter Anwendung produktiver Umformverfahren | |
| 1973 ↑ | Rationalisierungskollektiv im Werk Gardelegen des VEB Asbestzementwerke „Otto Grotewohl“ Magdeburg | Rationalisierungskollektiv im Werk Gardelegen des VEB Asbestzementwerke „Otto Grotewohl“ Magdeburg | Für seinen Anteil an der Steigerung der Produktion und Erhöhung der Qualität von Asbestzementerzeugnissen durch sozialistische Rationalisierung und Durchsetzung der wissenschaftlichen Arbeitsorganisation | |
| 1973 ↑ | Gertraude Geyer | Anlagenfahrerin | Für seinen Anteil an der Steigerung der Produktion und Erhöhung der Qualität von Asbestzementerzeugnissen durch sozialistische Rationalisierung und Durchsetzung der wissenschaftlichen Arbeitsorganisation | |
| 1973 ↑ | Otto Jacobs | Betriebsleiter | Für seinen Anteil an der Steigerung der Produktion und Erhöhung der Qualität von Asbestzementerzeugnissen durch sozialistische Rationalisierung und Durchsetzung der wissenschaftlichen Arbeitsorganisation | |
| 1973 ↑ | Gerhard Peine | Abteilungsleiter Produktion und Instandhaltung | Für seinen Anteil an der Steigerung der Produktion und Erhöhung der Qualität von Asbestzementerzeugnissen durch sozialistische Rationalisierung und Durchsetzung der wissenschaftlichen Arbeitsorganisation | |
| 1973 ↑ | Karin Peske | Anlagenfahrerin | Für seinen Anteil an der Steigerung der Produktion und Erhöhung der Qualität von Asbestzementerzeugnissen durch sozialistische Rationalisierung und Durchsetzung der wissenschaftlichen Arbeitsorganisation | |
| 1973 ↑ | Gerhard Schulze | Werkstattobermeister | Für seinen Anteil an der Steigerung der Produktion und Erhöhung der Qualität von Asbestzementerzeugnissen durch sozialistische Rationalisierung und Durchsetzung der wissenschaftlichen Arbeitsorganisation | |
| 1973 ↑ | Wolfgang Wachtel | Transportobermeister | Für seinen Anteil an der Steigerung der Produktion und Erhöhung der Qualität von Asbestzementerzeugnissen durch sozialistische Rationalisierung und Durchsetzung der wissenschaftlichen Arbeitsorganisation | |
| 1973 ↑ | Forschungs- und Entwicklungskollektiv „Kridee“ | Forschungs- und Entwicklungskollektiv „Kridee“ | Für seinen Anteil an der Verfahrens- und Erzeugnisentwicklung von Elementarfadenvliesstoff „Kridee“ bis zur produktiven Anwendung | |
| 1973 ↑ | Eberhard Bauer | Anlagenfahrer im VEB Textile Verpackungsmittel Weida, Werk Olbersdorf | Für seinen Anteil an der Verfahrens- und Erzeugnisentwicklung von Elementarfadenvliesstoff „Kridee“ bis zur produktiven Anwendung | |
| 1973 ↑ | Heinz Friedland | Technischer Leiter im VEB Textile Verpackungsmittel Weida, Werk Olbersdorf | Für seinen Anteil an der Verfahrens- und Erzeugnisentwicklung von Elementarfadenvliesstoff „Kridee“ bis zur produktiven Anwendung | |
| 1973 ↑ | Walter Kittelmann | Leiter der Forschung und Entwicklung im WTZ der WB Technische Textilien Dresden | Für seinen Anteil an der Verfahrens- und Erzeugnisentwicklung von Elementarfadenvliesstoff „Kridee“ bis zur produktiven Anwendung | |
| 1973 ↑ | Gunter Lasch | Gruppenleiter im WTZ der WB Technische Textilien Dresden | Für seinen Anteil an der Verfahrens- und Erzeugnisentwicklung von Elementarfadenvliesstoff „Kridee“ bis zur produktiven Anwendung | |
| 1973 ↑ | Siegfried Lohse | Abteilungsleiter im VEB Textile Verpackungsmittel Weida, Werk Olbersdorf | Für seinen Anteil an der Verfahrens- und Erzeugnisentwicklung von Elementarfadenvliesstoff „Kridee“ bis zur produktiven Anwendung | |
| 1973 ↑ | Karl-August Reif | Bereichsleiter im WTZ der WB Technische Textilien Dresden | Für seinen Anteil an der Verfahrens- und Erzeugnisentwicklung von Elementarfadenvliesstoff „Kridee“ bis zur produktiven Anwendung | |
| 1973 ↑ | Günter Wolf | Technischer Mitarbeiter im WTZ der WB Technische Textilien Dresden | Für seinen Anteil an der Verfahrens- und Erzeugnisentwicklung von Elementarfadenvliesstoff „Kridee“ bis zur produktiven Anwendung | |
| 1973 ↑ | Forschungs- und Entwicklungskollektiv des VEB Vereinigte Grobgarnwerke Kirschau und des Forschungsinstitutes für Textiltechnik Karl-Marx-Stadt                                                                  | Forschungs- und Entwicklungskollektiv des VEB Vereinigte Grobgarnwerke Kirschau und des Forschungsinstitutes für Textiltechnik Karl-Marx-Stadt                                                                     | Für seinen Anteil an der Entwicklung und Einführung eines hochproduktiven fadenlos arbeitenden Verfahrens zur Herstellung von textilen Flächengebilden mit Plüschcharakter | |
| 1973 ↑ | Eberhard Deutschmann | Stellvertretender Leiter der Abteilung Forschung und Entwicklung im VEB Vereinigte Grobgarnwerke Kirschau | Für seinen Anteil an der Entwicklung und Einführung eines hochproduktiven fadenlos arbeitenden Verfahrens zur Herstellung von textilen Flächengebilden mit Plüschcharakter | |
| 1973 ↑ | Karl-Heinz Dietrich | Meister des Forschungsinstituts für Textiltechnik Karl-Marx-Stadt | Für seinen Anteil an der Entwicklung und Einführung eines hochproduktiven fadenlos arbeitenden Verfahrens zur Herstellung von textilen Flächengebilden mit Plüschcharakter | |
| 1973 ↑ | Walter Hörn | Leiter der Abteilung Forschung, Entwicklung und Rationalisierung im VEB Vereinigte Grobgarnwerke Kirschau | Für seinen Anteil an der Entwicklung und Einführung eines hochproduktiven fadenlos arbeitenden Verfahrens zur Herstellung von textilen Flächengebilden mit Plüschcharakter | |
| 1973 ↑ | Siegfried Ploch | Wiss. Mitarbeiter des Forschungsinstituts für Textiltechnik Karl-Marx-Stadt | Für seinen Anteil an der Entwicklung und Einführung eines hochproduktiven fadenlos arbeitenden Verfahrens zur Herstellung von textilen Flächengebilden mit Plüschcharakter | |
| 1973 ↑ | Walter Ranze | Werkdirektor des VEB Vereinigte Grobgarnwerke Kirschau | Für seinen Anteil an der Entwicklung und Einführung eines hochproduktiven fadenlos arbeitenden Verfahrens zur Herstellung von textilen Flächengebilden mit Plüschcharakter | |
| 1973 ↑ | Dieter Scharch | Wiss. Mitarbeiter des Forschungsinstituts für Textiltechnik Karl-Marx-Stadt | Für seinen Anteil an der Entwicklung und Einführung eines hochproduktiven fadenlos arbeitenden Verfahrens zur Herstellung von textilen Flächengebilden mit Plüschcharakter | |
| 1973 ↑ | Lothar Budach | Ordentlicher Professor für Theoretische Mathematik (Algebra) an der Sektion Mathematik der Humboldt-Universität zu Berlin                                                                                          | Für seine international anerkannten Leistungen auf den Gebieten der algebraischen Geometrie und der Automatentheorie | |
| 1973 ↑ | Manfred Buhr | Ordentliches Mitglied der AdW der DDR und Direktor des Zentralinstitutes für Philosophie der AdW der DDR | Für seine Leistungen auf dem Gebiet der marxistisch-leninistischen Philosophie, insbesondere der Geschichte der Philosophie sowie der Kritik der gegenwärtigen bürgerlichen und revisionistischen Ideologie | |
| 1973 ↑ | Walter Dietze | Ordentlicher Professor für Deutsche Literatur an der Sektion Kulturwissenschaften und Germanistik der Karl-Marx-Universität Leipzig und Ordentliches Mitglied der AdW der DDR                                      | Für seine Leistungen auf dem Gebiet der marxistisch-leninistischen Literaturwissenschaft | |
| 1973 ↑ | Klaus Lunze | Ordentlicher Professor für Informationstechnik an der Sektion Informationstechnik der Technischen Universität Dresden                                                                                              | Für seine Verdienste bei der Schaffung eines national und international anerkannten Lehrbuchwerkes für die Ausbildung auf dem Gebiet der Grundlagen der Elektrotechnik und für sein erfolgreiches Wirken in Erziehung und Forschung                                                                               | |
| 1973 ↑ | Werner Mittenzwei | Ordentliches Mitglied der AdW der DDR und Forschungsgruppenleiter im Bereich I des Zentralinstituts für Literaturgeschichte der AdW der DDR                                                                        | Für seinen Anteil an der Entwicklung der marxistisch-leninistischen Literaturwissenschaft in der DDR, insbesondere auf dem Gebiet der Brecht-Forschung | |
| 1973 ↑ | Werner Neumann | Direktor des Bach-Archivs | Für seine wissenschaftlichen Leistungen auf dem Gebiet der Bach-Forschung | |
| 1973 ↑ | Burkart Philipp | Direktor des Instituts für Polymerenchemie der AdW der DDR und Ordentliches Mitglied der AdW der DDR | Für seine Leistungen bei der Entwicklung der Polymerenchemie, insbesondere der Zellulosechemie | |
| 1973 ↑ | Gottfried Stiehler | Ordentlicher Professor für Geschichte der Philosophie an der Sektion Philosophie der Humboldt-Universität zu Berlin                                                                                                | Für seine Leistungen auf dem Gebiet der marxistisch-leninistischen Philosophie | |
| 1973 ↑ | Armin Uhlmann | Ordentlicher Professor für Theoretische Physik an der Sektion Physik der Karl-Marx-Universität Leipzig und Ordentliches Mitglied der AdW der DDR                                                                   | Für seine Arbeiten zur Axiomatik und zur algebraischen Behandlung quantentheoretischer Probleme | |
| 1974 ↑ | Forschungskollektiv des VEB Chemische Werke Buna | Forschungskollektiv des VEB Chemische Werke Buna | Für seinen Anteil an der wissenschaftlich-technischen Vorbereitung und Einführung einer hochproduktiven Technologie zur Rationalisierung der PVC-Herstellung | |
| 1974 ↑ | Horst Fischer | Abteilungsleiter im VEB Chemische Werke Buna | Für seinen Anteil an der wissenschaftlich-technischen Vorbereitung und Einführung einer hochproduktiven Technologie zur Rationalisierung der PVC-Herstellung | |
| 1974 ↑ | Lutz Noßke | stellvertretender Themenleiter im VEB Chemische Werke Buna | Für seinen Anteil an der wissenschaftlich-technischen Vorbereitung und Einführung einer hochproduktiven Technologie zur Rationalisierung der PVC-Herstellung | |
| 1974 ↑ | Dietmar Roßner | Gruppenleiter im VEB Orbitaplast, Betriebsteil Eilenburg | Für seinen Anteil an der wissenschaftlich-technischen Vorbereitung und Einführung einer hochproduktiven Technologie zur Rationalisierung der PVC-Herstellung | |
| 1974 ↑ | Olaf Sonntag | Gruppenleiter im VEB Chemische Werke Buna | Für seinen Anteil an der wissenschaftlich-technischen Vorbereitung und Einführung einer hochproduktiven Technologie zur Rationalisierung der PVC-Herstellung | |
| 1974 ↑ | Wolfgang Steinau | Forschungsthemenleiter im VEB Chemische Werke Buna | Für seinen Anteil an der wissenschaftlich-technischen Vorbereitung und Einführung einer hochproduktiven Technologie zur Rationalisierung der PVC-Herstellung | |
| 1974 ↑ | Sigurd Wobst | Wiss. Mitarbeiter im VEB Orbitaplast, Betriebsteil Eilenburg | Für seinen Anteil an der wissenschaftlich-technischen Vorbereitung und Einführung einer hochproduktiven Technologie zur Rationalisierung der PVC-Herstellung | |
| 1974 ↑ | Kollektiv „Automatische Korrektion optischer Systeme“ im Forschungszentrum des VEB Carl Zeiss Jena | Kollektiv „Automatische Korrektion optischer Systeme“ im Forschungszentrum des VEB Carl Zeiss Jena | Für seinen Anteil an der Entwicklung und Anwendung des Programms „Automatische Korrektion optischer Systeme“ als Voraus-Setzung für eine wesentliche Erhöhung der Qualität und der Arbeitsproduktivität bei der Entwicklung von Hochleistungsobjektiven                                                           | |
| 1974 ↑ | Gerhard Enke | Programmierer | Für seinen Anteil an der Entwicklung und Anwendung des Programms „Automatische Korrektion optischer Systeme“ als Voraus-Setzung für eine wesentliche Erhöhung der Qualität und der Arbeitsproduktivität bei der Entwicklung von Hochleistungsobjektiven                                                           | |
| 1974 ↑ | Dieter Klein | Problemanalytiker | Für seinen Anteil an der Entwicklung und Anwendung des Programms „Automatische Korrektion optischer Systeme“ als Voraus-Setzung für eine wesentliche Erhöhung der Qualität und der Arbeitsproduktivität bei der Entwicklung von Hochleistungsobjektiven                                                           | |
| 1974 ↑ | Klaus Lösche | Problemanalytiker | Für seinen Anteil an der Entwicklung und Anwendung des Programms „Automatische Korrektion optischer Systeme“ als Voraus-Setzung für eine wesentliche Erhöhung der Qualität und der Arbeitsproduktivität bei der Entwicklung von Hochleistungsobjektiven                                                           | |
| 1974 ↑ | Dieter Mikolaietz | Themenleiter | Für seinen Anteil an der Entwicklung und Anwendung des Programms „Automatische Korrektion optischer Systeme“ als Voraus-Setzung für eine wesentliche Erhöhung der Qualität und der Arbeitsproduktivität bei der Entwicklung von Hochleistungsobjektiven                                                           | |
| 1974 ↑ | Georg Pradel | Abteilungsleiter | Für seinen Anteil an der Entwicklung und Anwendung des Programms „Automatische Korrektion optischer Systeme“ als Voraus-Setzung für eine wesentliche Erhöhung der Qualität und der Arbeitsproduktivität bei der Entwicklung von Hochleistungsobjektiven                                                           | |
| 1974 ↑ | Hans-Werner Stanko | Problemanalytiker | Für seinen Anteil an der Entwicklung und Anwendung des Programms „Automatische Korrektion optischer Systeme“ als Voraus-Setzung für eine wesentliche Erhöhung der Qualität und der Arbeitsproduktivität bei der Entwicklung von Hochleistungsobjektiven                                                           | |
| 1974 ↑ | Entwicklungskollektiv „NC 400“ im VEB Starkstromanlagenbau Karl-Marx-Stadt | Entwicklungskollektiv „NC 400“ im VEB Starkstromanlagenbau Karl-Marx-Stadt | Für seinen Anteil an der Konzeption, Entwicklung und Produktion eines Systems numerischer Baugruppensteuerungen | |
| 1974 ↑ | Hans-Dieter Böhme | Sachgebietsleiter | Für seinen Anteil an der Konzeption, Entwicklung und Produktion eines Systems numerischer Baugruppensteuerungen | |
| 1974 ↑ | Klaus Dippmar | Abteilungsleiter | Für seinen Anteil an der Konzeption, Entwicklung und Produktion eines Systems numerischer Baugruppensteuerungen | |
| 1974 ↑ | Wolfgang Fickel | Gruppenleiter | Für seinen Anteil an der Konzeption, Entwicklung und Produktion eines Systems numerischer Baugruppensteuerungen | |
| 1974 ↑ | Bernd Görner | Abteilungsleiter | Für seinen Anteil an der Konzeption, Entwicklung und Produktion eines Systems numerischer Baugruppensteuerungen | |
| 1974 ↑ | Klaus Schmidt | Gruppenleiter | Für seinen Anteil an der Konzeption, Entwicklung und Produktion eines Systems numerischer Baugruppensteuerungen | |
| 1974 ↑ | Horst Schubert | Brigadier | Für seinen Anteil an der Konzeption, Entwicklung und Produktion eines Systems numerischer Baugruppensteuerungen | |
| 1974 ↑ | Karl Straub | Technischer Direktor | Für seinen Anteil an der Konzeption, Entwicklung und Produktion eines Systems numerischer Baugruppensteuerungen | |
| 1974 ↑ | überbetriebliches Entwicklungskollektiv des VEB Kombinat Elektroprojekt und Anlagenbau sowie des VEB Elektrodyn Berlin                                                                                          | überbetriebliches Entwicklungskollektiv des VEB Kombinat Elektroprojekt und Anlagenbau sowie des VEB Elektrodyn Berlin                                                                                             | Für seinen Anteil an der Entwicklung eines Rahmenaufbausystems für Elektroanlagen | |
| 1974 ↑ | Jürgen Heinrich | Entwicklungsingenieur im VEB Elektrodyn Berlin | Für seinen Anteil an der Entwicklung eines Rahmenaufbausystems für Elektroanlagen | |
| 1974 ↑ | Hans Herzberg | Abteilungsleiter im VEB Elektrodyn Berlin | Für seinen Anteil an der Entwicklung eines Rahmenaufbausystems für Elektroanlagen | |
| 1974 ↑ | Werner Kruse | Bereichsleiter im VEB Kombinat Elektroprojekt und Anlagenbau Berlin | Für seinen Anteil an der Entwicklung eines Rahmenaufbausystems für Elektroanlagen | |
| 1974 ↑ | Karl-Heinz Mehner | Gruppenleiter im VEB Kombinat Elektroprojekt und Anlagenbau Berlin | Für seinen Anteil an der Entwicklung eines Rahmenaufbausystems für Elektroanlagen | |
| 1974 ↑ | Werner Metze | Meister im VEB Kombinat Elektroprojekt und Anlagenbau Berlin | Für seinen Anteil an der Entwicklung eines Rahmenaufbausystems für Elektroanlagen | |
| 1974 ↑ | Erwin Reinecke | Konstruktionsingenieur im VEB Kombinat Elektroprojekt und Anlagenbau Berlin | Für seinen Anteil an der Entwicklung eines Rahmenaufbausystems für Elektroanlagen | |
| 1974 ↑ | Kollektiv „Industrieluftschütze“ im VEB Kombinat Schaltelektronik Oppach | Kollektiv „Industrieluftschütze“ im VEB Kombinat Schaltelektronik Oppach | Für seinen Anteil an der Entwicklung und Produktion einer neuen Typenreihe von Industrieluftschützen hoher Leistungsfähigkeit | |
| 1974 ↑ | Ulrich Jentsch | Direktor für Wissenschaft und Technik | Für seinen Anteil an der Entwicklung und Produktion einer neuen Typenreihe von Industrieluftschützen hoher Leistungsfähigkeit | |
| 1974 ↑ | Alfred Klemm | Leiter der Entwicklung II | Für seinen Anteil an der Entwicklung und Produktion einer neuen Typenreihe von Industrieluftschützen hoher Leistungsfähigkeit | |
| 1974 ↑ | Hans Lebelt | Meister in der Vorfertigung für Industrieluftschütze | Für seinen Anteil an der Entwicklung und Produktion einer neuen Typenreihe von Industrieluftschützen hoher Leistungsfähigkeit | |
| 1974 ↑ | Wolfgang Mauermann | Haupttechnologe | Für seinen Anteil an der Entwicklung und Produktion einer neuen Typenreihe von Industrieluftschützen hoher Leistungsfähigkeit | |
| 1974 ↑ | Heinz Till | Leiter der Forschung und Entwicklung Schaltgeräte | Für seinen Anteil an der Entwicklung und Produktion einer neuen Typenreihe von Industrieluftschützen hoher Leistungsfähigkeit | |
| 1974 ↑ | Eberhard Weinhold | Technischer Direktor | Für seinen Anteil an der Entwicklung und Produktion einer neuen Typenreihe von Industrieluftschützen hoher Leistungsfähigkeit | |
| 1974 ↑ | Entwicklungskollektiv „Karbonitrieren bei niedrigen Temperaturen“ im VEB Barkas-Werke Karl-Marx-Stadt | Entwicklungskollektiv „Karbonitrieren bei niedrigen Temperaturen“ im VEB Barkas-Werke Karl-Marx-Stadt | Für seinen Anteil an der kurzfristigen Entwicklung eines hocheffektiven Verfahrens, Bau und Erprobung der Anlage zum Karbonitrieren von verschleißbeanspruchten Teilen bei niedrigen Temperaturen | |
| 1974 ↑ | Wilhelm Barth | technischer Mitarbeiter im VEB Automobilbau Karl-Marx-Stadt | Für seinen Anteil an der kurzfristigen Entwicklung eines hocheffektiven Verfahrens, Bau und Erprobung der Anlage zum Karbonitrieren von verschleißbeanspruchten Teilen bei niedrigen Temperaturen | |
| 1974 ↑ | Werner Graf | Hauptmetallurge im VEB Barkas-Werke Karl-Marx-Stadt | Für seinen Anteil an der kurzfristigen Entwicklung eines hocheffektiven Verfahrens, Bau und Erprobung der Anlage zum Karbonitrieren von verschleißbeanspruchten Teilen bei niedrigen Temperaturen | |
| 1974 ↑ | Werner Schröter | wiss. Oberassistent an der Technischen Hochschule Karl-Marx-Stadt | Für seinen Anteil an der kurzfristigen Entwicklung eines hocheffektiven Verfahrens, Bau und Erprobung der Anlage zum Karbonitrieren von verschleißbeanspruchten Teilen bei niedrigen Temperaturen | |
| 1974 ↑ | Kollektiv „Entwicklung, Produktion und Einführung des profilierten Betonstahles ST-T-IV“ | Kollektiv „Entwicklung, Produktion und Einführung des profilierten Betonstahles ST-T-IV“ | Für seinen Anteil an der schnellen Entwicklung einer produktionsreifen Technologie zur Herstellung von Betonstahl unter Anwendung einer thermischen Verfestigung und der gleichzeitigen Erprobung im Bauwesen | |
| 1974 ↑ | Karl-Heinz Chemnitz | Leitingenieur für Bewehrungsvorfertigung im VEB Betonleichtbaukombinat Dresden | Für seinen Anteil an der schnellen Entwicklung einer produktionsreifen Technologie zur Herstellung von Betonstahl unter Anwendung einer thermischen Verfestigung und der gleichzeitigen Erprobung im Bauwesen | |
| 1974 ↑ | Alfred Hoffmann | Abteilungsleiter im VEB Stahl- und Walzwerk Brandenburg Werk II | Für seinen Anteil an der schnellen Entwicklung einer produktionsreifen Technologie zur Herstellung von Betonstahl unter Anwendung einer thermischen Verfestigung und der gleichzeitigen Erprobung im Bauwesen | |
| 1974 ↑ | Gerhard Kirchner | Rohrschlosser im VEB Stahl- und Walzwerk Brandenburg Werk II | Für seinen Anteil an der schnellen Entwicklung einer produktionsreifen Technologie zur Herstellung von Betonstahl unter Anwendung einer thermischen Verfestigung und der gleichzeitigen Erprobung im Bauwesen | |
| 1974 ↑ | Gunter Lankau | wiss. Mitarbeiter im VEB Stahl- und Walzwerk „Wilhelm Florin“ Hennigsdorf | Für seinen Anteil an der schnellen Entwicklung einer produktionsreifen Technologie zur Herstellung von Betonstahl unter Anwendung einer thermischen Verfestigung und der gleichzeitigen Erprobung im Bauwesen | |
| 1974 ↑ | Karl Schröder | wiss. Mitarbeiter im Zentralinstitut Einheitssystem Bau der Bauakademie der DDR | Für seinen Anteil an der schnellen Entwicklung einer produktionsreifen Technologie zur Herstellung von Betonstahl unter Anwendung einer thermischen Verfestigung und der gleichzeitigen Erprobung im Bauwesen | |
| 1974 ↑ | Kurt Welfle | Gruppenleiter im VEB Stahl- und Walzwerk „Wilhelm Florin“ Hennigsdorf | Für seinen Anteil an der schnellen Entwicklung einer produktionsreifen Technologie zur Herstellung von Betonstahl unter Anwendung einer thermischen Verfestigung und der gleichzeitigen Erprobung im Bauwesen | |
| 1974 ↑ | Kollektiv „Konzentration der Produktion von Edelmetallerzeugnissen und Entwicklung neuer Werkstoffe und Geräte“ des Verarbeitungsbetriebes Halsbrücke im VEB Bergbau- und Hüttenkombinat „Albert Funk“ Freiberg | Kollektiv „Konzentration der Produktion von Edelmetallerzeugnissen und Entwicklung neuer Werkstoffe und Geräte“ des Verarbeitungsbetriebes Halsbrücke im VEB Bergbau- und Hüttenkombinat „Albert Funk“ Freiberg    | Für seinen Anteil bei der Erarbeitung des wissenschaftlich-technischen Vorlaufs, der Zentralisierung und Rationalisierung der Produktion von Edelmetallerzeugnissen mit hoher Materialökonomie für die Elektrotechnik und die Geräteindustrie                                                                     | |
| 1974 ↑ | Rudolf Ehrt | Betriebsleiter | Für seinen Anteil bei der Erarbeitung des wissenschaftlich-technischen Vorlaufs, der Zentralisierung und Rationalisierung der Produktion von Edelmetallerzeugnissen mit hoher Materialökonomie für die Elektrotechnik und die Geräteindustrie                                                                     | |
| 1974 ↑ | Erich Eichhorn | Produktionsingenieur für Ausschneidtechnik | Für seinen Anteil bei der Erarbeitung des wissenschaftlich-technischen Vorlaufs, der Zentralisierung und Rationalisierung der Produktion von Edelmetallerzeugnissen mit hoher Materialökonomie für die Elektrotechnik und die Geräteindustrie                                                                     | |
| 1974 ↑ | Günter Häußler | Bereichsleiter und Stellvertreter des Direktors des Forschungsinstituts für NE-Metalle Freiberg im VEB Mansfeld Kombinat „Wilhelm Pieck“ Eisleben                                                                  | Für seinen Anteil bei der Erarbeitung des wissenschaftlich-technischen Vorlaufs, der Zentralisierung und Rationalisierung der Produktion von Edelmetallerzeugnissen mit hoher Materialökonomie für die Elektrotechnik und die Geräteindustrie                                                                     | |
| 1974 ↑ | Wolfgang Richter | Technischer Leiter | Für seinen Anteil bei der Erarbeitung des wissenschaftlich-technischen Vorlaufs, der Zentralisierung und Rationalisierung der Produktion von Edelmetallerzeugnissen mit hoher Materialökonomie für die Elektrotechnik und die Geräteindustrie                                                                     | |
| 1974 ↑ | Heinz Schlegel | Abteilungsleiter Edelmetalle im Direktionsbereich Wissenschaft und Technik | Für seinen Anteil bei der Erarbeitung des wissenschaftlich-technischen Vorlaufs, der Zentralisierung und Rationalisierung der Produktion von Edelmetallerzeugnissen mit hoher Materialökonomie für die Elektrotechnik und die Geräteindustrie                                                                     | |
| 1974 ↑ | Werner Schmidt | Meister im Edelmetall-Gerätebau | Für seinen Anteil bei der Erarbeitung des wissenschaftlich-technischen Vorlaufs, der Zentralisierung und Rationalisierung der Produktion von Edelmetallerzeugnissen mit hoher Materialökonomie für die Elektrotechnik und die Geräteindustrie                                                                     | |
| 1974 ↑ | Kollektiv „Entwicklung der Nähwirkvliestechnologie im Bereich der WB Baumwolle“ | Kollektiv „Entwicklung der Nähwirkvliestechnologie im Bereich der WB Baumwolle“ | Für seinen Anteil an der wissenschaftlich-technischen Entwicklung der Nähwirkvliestechnologie und ihrer schnellen Nutzanwendung im Bereich der Baumwollindustrie | |
| 1974 ↑ | Georg Gleffe | Abteilungsleiter im VEB Oberlausitzer Textilbetriebe | Für seinen Anteil an der wissenschaftlich-technischen Entwicklung der Nähwirkvliestechnologie und ihrer schnellen Nutzanwendung im Bereich der Baumwollindustrie | |
| 1974 ↑ | Rudolf Herbst | Produktionsbereichsleiter im VEB Oberlausitzer Textilbetriebe | Für seinen Anteil an der wissenschaftlich-technischen Entwicklung der Nähwirkvliestechnologie und ihrer schnellen Nutzanwendung im Bereich der Baumwollindustrie | |
| 1974 ↑ | Manfred Hunger | Wiss. Mitarbeiter im WTZ Baumwollindustrie Karl-Marx-Stadt | Für seinen Anteil an der wissenschaftlich-technischen Entwicklung der Nähwirkvliestechnologie und ihrer schnellen Nutzanwendung im Bereich der Baumwollindustrie | |
| 1974 ↑ | Roland Pfeffer | Hauptabteilungsleiter im WTZ Baumwollindustrie Karl-Marx-Stadt | Für seinen Anteil an der wissenschaftlich-technischen Entwicklung der Nähwirkvliestechnologie und ihrer schnellen Nutzanwendung im Bereich der Baumwollindustrie | |
| 1974 ↑ | Gerhard Poscher | Monteur im VEB Wäscheunion Baumwollwerke Mittweida | Für seinen Anteil an der wissenschaftlich-technischen Entwicklung der Nähwirkvliestechnologie und ihrer schnellen Nutzanwendung im Bereich der Baumwollindustrie | |
| 1974 ↑ | Werner Swaton | Wiss. Mitarbeiter im WTZ Baumwollindustrie Karl-Marx-Stadt | Für seinen Anteil an der wissenschaftlich-technischen Entwicklung der Nähwirkvliestechnologie und ihrer schnellen Nutzanwendung im Bereich der Baumwollindustrie | |
| 1974 ↑ | Wilhelm Thieme | Wiss. Mitarbeiter im WTZ Baumwollindustrie Karl-Marx-Stadt | Für seinen Anteil an der wissenschaftlich-technischen Entwicklung der Nähwirkvliestechnologie und ihrer schnellen Nutzanwendung im Bereich der Baumwollindustrie | |
| 1974 ↑ | Heinz Zschunke | Bereichsleiter Forschung im Forschungsinstitut für Textilforschung | Für seinen Anteil an der wissenschaftlich-technischen Entwicklung der Nähwirkvliestechnologie und ihrer schnellen Nutzanwendung im Bereich der Baumwollindustrie | |
| 1974 ↑ | überbetriebliches Kollektiv „Entwicklung von Rationalisierungsmitteln für die Backwarenindustrie“ | überbetriebliches Kollektiv „Entwicklung von Rationalisierungsmitteln für die Backwarenindustrie“ | Für seinen Anteil an der Entwicklung und Einführung eines Verfahrens und der Ausrüstungen zur automatisierten Produktion von Assiettenkuchen | |
| 1974 ↑ | Helmut Fischer | Betriebsdirektor des VEB Ingenieurbüro und Mechanisierung Gotha | Für seinen Anteil an der Entwicklung und Einführung eines Verfahrens und der Ausrüstungen zur automatisierten Produktion von Assiettenkuchen | |
| 1974 ↑ | Ernst Kilian | Direktor für Auftragsvorbereitung und Realisierung VEB Ingenieurbüro und Mechanisierung Gotha | Für seinen Anteil an der Entwicklung und Einführung eines Verfahrens und der Ausrüstungen zur automatisierten Produktion von Assiettenkuchen | |
| 1974 ↑ | Kurt Löbel | Meister im VE Backwarenkombinat Dresden | Für seinen Anteil an der Entwicklung und Einführung eines Verfahrens und der Ausrüstungen zur automatisierten Produktion von Assiettenkuchen | |
| 1974 ↑ | Jürgen Naether | Wiss. Mitarbeiter im Institut für Getreideverarbeitung Bergholz-Rehbrücke | Für seinen Anteil an der Entwicklung und Einführung eines Verfahrens und der Ausrüstungen zur automatisierten Produktion von Assiettenkuchen | |
| 1974 ↑ | Reinhardt Schneeweiß | Direktor im Institut für Getreideverarbeitung Bergholz-Rehbrücke | Für seinen Anteil an der Entwicklung und Einführung eines Verfahrens und der Ausrüstungen zur automatisierten Produktion von Assiettenkuchen | |
| 1974 ↑ | Werner Schnelle | Forschungskollektivleiter im Institut für Getreideverarbeitung Bergholz-Rehbrücke | Für seinen Anteil an der Entwicklung und Einführung eines Verfahrens und der Ausrüstungen zur automatisierten Produktion von Assiettenkuchen | |
| 1974 ↑ | Forschungskollektiv „Mikrokryoelektronik“ der Sektion Physik der Friedrich-Schiller-Universität Jena | Forschungskollektiv „Mikrokryoelektronik“ der Sektion Physik der Friedrich-Schiller-Universität Jena | Für seinen Anteil an der Erforschung supraleitender Schichtprozesse, ihrer Mikrostrukturierung und deren Anwendung in der Meßtechnik | |
| 1974 ↑ | Günter Albrecht | Fachrichtungsleiter, Ordentlicher Professor | Für seinen Anteil an der Erforschung supraleitender Schichtprozesse, ihrer Mikrostrukturierung und deren Anwendung in der Meßtechnik | |
| 1974 ↑ | Franz Klapper | Oberassistent | Für seinen Anteil an der Erforschung supraleitender Schichtprozesse, ihrer Mikrostrukturierung und deren Anwendung in der Meßtechnik | |
| 1974 ↑ | Hans-Joachim Köhler | Oberassistent | Für seinen Anteil an der Erforschung supraleitender Schichtprozesse, ihrer Mikrostrukturierung und deren Anwendung in der Meßtechnik | |
| 1974 ↑ | Josef Müller | Hochschuldozent | Für seinen Anteil an der Erforschung supraleitender Schichtprozesse, ihrer Mikrostrukturierung und deren Anwendung in der Meßtechnik | |
| 1974 ↑ | Wolfgang Richter | Wiss. Assistent | Für seinen Anteil an der Erforschung supraleitender Schichtprozesse, ihrer Mikrostrukturierung und deren Anwendung in der Meßtechnik | |
| 1974 ↑ | Kollektiv „Prozeßrationalisierung in der Energiewirtschaft durch EDV-Anwendung“ | Kollektiv „Prozeßrationalisierung in der Energiewirtschaft durch EDV-Anwendung“ | Für seinen Anteil bei der Anwendung der EDV zur Rationalisierung von Prozessen in der Energiewirtschaft auf der Basis eines BESM-6-Anlagensystems | |
| 1974 ↑ | Hans-Joachim Gasse | Fachgebietsleiter im Institut für Energetik Leipzig | Für seinen Anteil bei der Anwendung der EDV zur Rationalisierung von Prozessen in der Energiewirtschaft auf der Basis eines BESM-6-Anlagensystems | |
| 1974 ↑ | Gerhard Kadner | Abteilungsleiter im Institut für Energieversorgung Dresden | Für seinen Anteil bei der Anwendung der EDV zur Rationalisierung von Prozessen in der Energiewirtschaft auf der Basis eines BESM-6-Anlagensystems | |
| 1974 ↑ | Helfried Kadner | Stellvertretender Forschungsbereichsleiter im Brennstoffinstitut Freiberg | Für seinen Anteil bei der Anwendung der EDV zur Rationalisierung von Prozessen in der Energiewirtschaft auf der Basis eines BESM-6-Anlagensystems | |
| 1974 ↑ | Peter Reck | Abteilungsleiter im VEB Energiebau Radebeul | Für seinen Anteil bei der Anwendung der EDV zur Rationalisierung von Prozessen in der Energiewirtschaft auf der Basis eines BESM-6-Anlagensystems | |
| 1974 ↑ | Wolfgang Trillsch | Wissenschaftlicher Mitarbeiter in Intertechna GmbH Berlin | Für seinen Anteil bei der Anwendung der EDV zur Rationalisierung von Prozessen in der Energiewirtschaft auf der Basis eines BESM-6-Anlagensystems | |
| 1974 ↑ | Günther Weise | Direktor des Rechenzentrums im Institut für Energetik Leipzig | Für seinen Anteil bei der Anwendung der EDV zur Rationalisierung von Prozessen in der Energiewirtschaft auf der Basis eines BESM-6-Anlagensystems | |
| 1974 ↑ | Kollektiv von Historikern der Pädagogik der DDR | Kollektiv von Historikern der Pädagogik der DDR | Für seinen Anteil an der Erforschung der Geschichte der Pädagogik, insbesondere der Geschichte der Erziehung und der Geschichte der Schule in der DDR | |
| 1974 ↑ | Karl-Heinz Günther | Vizepräsident der Akademie der Pädagogischen Wissenschaften der DDR, Ordentlicher Professor und Ordentliches Mitglied der Akademie der Pädagogischen Wissenschaften der DDR                                        | Für seinen Anteil an der Erforschung der Geschichte der Pädagogik, insbesondere der Geschichte der Erziehung und der Geschichte der Schule in der DDR | |
| 1974 ↑ | Franz Hofmann | Ordentlicher Professor an der Sektion Erziehungswissenschaften der Martin-Luther-Universität Halle und Ordentliches Mitglied der Akademie der Pädagogischen Wissenschaften der DDR                                 | Für seinen Anteil an der Erforschung der Geschichte der Pädagogik, insbesondere der Geschichte der Erziehung und der Geschichte der Schule in der DDR | |
| 1974 ↑ | Gerd Hohendorf | Ordentlicher Professor und Dekan der Fakultät der Pädagogischen Wissenschaften der Pädagogischen Hochschule Dresden                                                                                                | Für seinen Anteil an der Erforschung der Geschichte der Pädagogik, insbesondere der Geschichte der Erziehung und der Geschichte der Schule in der DDR | |
| 1974 ↑ | Helmut König | Ordentlicher Professor, Arbeitsstellenleiter in der Akademie der Pädagogischen Wissenschaften der DDR und Ordentliches Mitglied der Akademie der Pädagogischen Wissenschaften der DDR                              | Für seinen Anteil an der Erforschung der Geschichte der Pädagogik, insbesondere der Geschichte der Erziehung und der Geschichte der Schule in der DDR | |
| 1974 ↑ | Heinz Schuffenhauer | Rektor der Pädagogischen Hochschule Magdeburg und Ordentlicher Professor | Für seinen Anteil an der Erforschung der Geschichte der Pädagogik, insbesondere der Geschichte der Erziehung und der Geschichte der Schule in der DDR | |
| 1974 ↑ | Gottfried Uhlig | Ordentlicher Professor und Leiter des Wissenschaftsgebietes Geschichte der Erziehung an der Sektion Pädagogik/Psychologie der Karl-Marx-Universität Leipzig                                                        | Für seinen Anteil an der Erforschung der Geschichte der Pädagogik, insbesondere der Geschichte der Erziehung und der Geschichte der Schule in der DDR | |
| 1974 ↑ | Joachim Auth | Ordentlicher Professor an der Sektion Physik der Humboldt-Universität zu Berlin | Für seine wissenschaftlichen Arbeiten auf dem Gebiet der Halbleiterphysik sowie seinen Anteil bei der Entwicklung von elektronischen Bauelementen und den Technologien ihrer Herstellung | |
| 1974 ↑ | Wilhelm Jugel | Ordentlicher Professor an der Sektion Verfahrenstechnik der Technischen Hochschule für Chemie „Carl Schorlemmer“ Leuna-Merseburg                                                                                   | Für seine Leistungen bei der Schaffung der wissenschaftlichen und technischen Lösungen für die Reinhaltung der Luft, insbesondere auf den Gebieten der Gasreinigung und der Staubabscheidung aus Gasen | |
| 1974 ↑ | Hans Keune | Ordentlicher Professor, Direktor der Sektion Chemie/Biologie der Pädagogischen Hochschule „Dr. Theodor Neubauer“ Erfurt/Mühlhausen und Ordentliches Mitglied der Akademie der Pädagogischen Wissenschaften der DDR | Für seine Leistungen auf dem Gebiet der Methodik des Chemieunterrichts | |
| 1974 ↑ | Helmut Kyank | Ordentlicher Professor, Direktor der Frauenklinik und Poliklinik für Gynäkologie und Geburtshilfe der Universität Rostock                                                                                          | Für seine Leistungen in Lehre und Forschung über Physiologie und Pathophysiologie der Schwangerschaft | |
| 1974 ↑ | Hans-Günther Rassmann | Leiter des Bereiches Physikalische Sonderwerkstoffe im Zentralinstitut für Festkörperphysik und Werkstoffforschung der AdW der DDR                                                                                 | Für seine Leistungen auf dem Gebiet der Erforschung und Entwicklung metallischer Sonderwerkstoffe und seinen Anteil bei der erzielten Einführung der Ergebnisse in die Produktion sowie ihre Nutzung in der Volkswirtschaft                                                                                       | |
| 1974 ↑ | Kurt Repke | Leiter des Bereiches Biomembranen im Zentralinstitut für Molekularbiologie und Ordentliches Mitglied der AdW der DDR                                                                                               | Für seine Arbeiten zur Entwicklung neuer Herzglykoside im Zusammenhang mit wesentlichen Beiträgen zum Ionentransport durch Biomembranen | |
| 1974 ↑ | Walter Schmidt | Leiter des Lehrstuhls für Geschichte der deutschen Arbeiterbewegung am Institut für Gesellschaftswissenschaften beim ZK der SED                                                                                    | Für seine Leistungen bei der Erforschung der Geschichte der Arbeiterbewegung im 19. Jahrhundert, insbesondere der Revolution 1848/49 und des Kampfes von Marx und Engels um die Herausbildung einer revolutionären Partei des Proletariats                                                                        | |
| 1975 ↑ | Rationalisierungskollektiv „Wofatox“ im VEB Chemiekombinat Bitterfeld | Rationalisierungskollektiv „Wofatox“ im VEB Chemiekombinat Bitterfeld | Entwicklung eines hochwirksamen Insektizides und eines rationellen Verfahrens zu seiner Herstellung, das bei reduziertem Materialeinsatz zu einer bedeutenden Steigerung der Arbeitsproduktivität führt | |
| 1975 ↑ | Klaus-Jürgen Becker | Betriebsleiter in der Produktionsabteilung P 8 / WK | Entwicklung eines hochwirksamen Insektizides und eines rationellen Verfahrens zu seiner Herstellung, das bei reduziertem Materialeinsatz zu einer bedeutenden Steigerung der Arbeitsproduktivität führt | |
| 1975 ↑ | Gottfried Kölz | Forschungsdirektor | Entwicklung eines hochwirksamen Insektizides und eines rationellen Verfahrens zu seiner Herstellung, das bei reduziertem Materialeinsatz zu einer bedeutenden Steigerung der Arbeitsproduktivität führt | |
| 1975 ↑ | Helmut Pinkes | Abteilungsleiter der Projektierung | Entwicklung eines hochwirksamen Insektizides und eines rationellen Verfahrens zu seiner Herstellung, das bei reduziertem Materialeinsatz zu einer bedeutenden Steigerung der Arbeitsproduktivität führt | |
| 1975 ↑ | Peter Reichelt | Betriebsleiter in der Produktionsabteilung P 6/R | Entwicklung eines hochwirksamen Insektizides und eines rationellen Verfahrens zu seiner Herstellung, das bei reduziertem Materialeinsatz zu einer bedeutenden Steigerung der Arbeitsproduktivität führt | |
| 1975 ↑ | Roland Schelle | Laborleiter | Entwicklung eines hochwirksamen Insektizides und eines rationellen Verfahrens zu seiner Herstellung, das bei reduziertem Materialeinsatz zu einer bedeutenden Steigerung der Arbeitsproduktivität führt | |
| 1975 ↑ | Lothar Zölch | Bereichsleiter | Entwicklung eines hochwirksamen Insektizides und eines rationellen Verfahrens zu seiner Herstellung, das bei reduziertem Materialeinsatz zu einer bedeutenden Steigerung der Arbeitsproduktivität führt | |
| 1975 ↑ | Kollektiv „Aufschichtkatalysator für die SO2-Oxydation“ | Kollektiv „Aufschichtkatalysator für die SO2-Oxydation“ | Für seinen Anteil bei der Entwicklung eines neuen Verfahrens zum Aufschichten von Vanadinverbindungen auf Katalysatorträgerkomponenten | |
| 1975 ↑ | Rudolf Haase | Betriebsleiter des Vanadinkontaktes im VEB Chemiekombinat Bitterfeld | Für seinen Anteil bei der Entwicklung eines neuen Verfahrens zum Aufschichten von Vanadinverbindungen auf Katalysatorträgerkomponenten | |
| 1975 ↑ | Uta Illgen | Stellvertreter des Abteilungsleiters im Zentralinstitut für physikalische Chemie der AdW der DDR | Für seinen Anteil bei der Entwicklung eines neuen Verfahrens zum Aufschichten von Vanadinverbindungen auf Katalysatorträgerkomponenten | |
| 1975 ↑ | Christoph Kain | Chemiker im Vanadinkontakt des VEB Chemiekombinat Bitterfeld | Für seinen Anteil bei der Entwicklung eines neuen Verfahrens zum Aufschichten von Vanadinverbindungen auf Katalysatorträgerkomponenten | |
| 1975 ↑ | Horst Müller | wiss. Arbeitsgruppenleiter im Zentralinstitut für physikalische Chemie der AdW der DDR | Für seinen Anteil bei der Entwicklung eines neuen Verfahrens zum Aufschichten von Vanadinverbindungen auf Katalysatorträgerkomponenten | |
| 1975 ↑ | Gerhard Öhlmann | Ordentliches Mitglied der AdW der DDR und Stellvertreter des Institutsdirektors des Zentralinstituts für physikalische Chemie der AdW der DDR                                                                      | Für seinen Anteil bei der Entwicklung eines neuen Verfahrens zum Aufschichten von Vanadinverbindungen auf Katalysatorträgerkomponenten | |
| 1975 ↑ | Jürgen Scheve | wiss. Abteilungsleiter im Zentralinstitut für physikalische Chemie der AdW der DDR | Für seinen Anteil bei der Entwicklung eines neuen Verfahrens zum Aufschichten von Vanadinverbindungen auf Katalysatorträgerkomponenten | |
| 1975 ↑ | Entwicklungskollektiv „THYRESCH“ des VEB Kombinat Elektroprojekt und Anlagenbau Berlin | Entwicklungskollektiv „THYRESCH“ des VEB Kombinat Elektroprojekt und Anlagenbau Berlin | Für seinen Anteil bei der Entwicklung und Einführung einer neuen materialsparenden Stromrichterreihe für leistungsfähige Elektroantriebe und Stromversorgungseinrichtungen | |
| 1975 ↑ | Wolfgang Dossow | Sachgebietsleiter | Für seinen Anteil bei der Entwicklung und Einführung einer neuen materialsparenden Stromrichterreihe für leistungsfähige Elektroantriebe und Stromversorgungseinrichtungen | |
| 1975 ↑ | Klaus Geffe | wissenschaftlicher Mitarbeiter | Für seinen Anteil bei der Entwicklung und Einführung einer neuen materialsparenden Stromrichterreihe für leistungsfähige Elektroantriebe und Stromversorgungseinrichtungen | |
| 1975 ↑ | Helmut Kabisch | Fachbereichsleiter | Für seinen Anteil bei der Entwicklung und Einführung einer neuen materialsparenden Stromrichterreihe für leistungsfähige Elektroantriebe und Stromversorgungseinrichtungen | |
| 1975 ↑ | Siegfried Lasch | Gruppenleiter | Für seinen Anteil bei der Entwicklung und Einführung einer neuen materialsparenden Stromrichterreihe für leistungsfähige Elektroantriebe und Stromversorgungseinrichtungen | |
| 1975 ↑ | Bernd Mühe | Prüffeldmonteur | Für seinen Anteil bei der Entwicklung und Einführung einer neuen materialsparenden Stromrichterreihe für leistungsfähige Elektroantriebe und Stromversorgungseinrichtungen | |
| 1975 ↑ | Gerhard Pohle | Gruppenleiter | Für seinen Anteil bei der Entwicklung und Einführung einer neuen materialsparenden Stromrichterreihe für leistungsfähige Elektroantriebe und Stromversorgungseinrichtungen | |
| 1975 ↑ | Kollektiv „Entwicklung und Anwendung des Hochgeschwindigkeitsschleifens“ | Kollektiv „Entwicklung und Anwendung des Hochgeschwindigkeitsschleifens“ | Für seinen Anteil an der Schaffung der technologischen Grundlagen sowie der Ausrüstungen für ein hochproduktives, arbeitsstufensparendes Schleifverfahren zur Rationalisierung der Metallbearbeitung | |
| 1975 ↑ | Werner Bahmann | Direktor für Wissenschaft und Technik im VEB Berliner Werkzeugmaschinenfabrik | Für seinen Anteil an der Schaffung der technologischen Grundlagen sowie der Ausrüstungen für ein hochproduktives, arbeitsstufensparendes Schleifverfahren zur Rationalisierung der Metallbearbeitung | |
| 1975 ↑ | Claus Hinke | wiss. Assistent an der Sektion Fertigungsprozess und -mittel der Technischen Hochschule Karl-Marx-Stadt | Für seinen Anteil an der Schaffung der technologischen Grundlagen sowie der Ausrüstungen für ein hochproduktives, arbeitsstufensparendes Schleifverfahren zur Rationalisierung der Metallbearbeitung | |
| 1975 ↑ | Rolf Hoffmann | Direktor für Wissenschaft und Technik im VEB Schleifmaschinenwerk Karl-Marx-Stadt | Für seinen Anteil an der Schaffung der technologischen Grundlagen sowie der Ausrüstungen für ein hochproduktives, arbeitsstufensparendes Schleifverfahren zur Rationalisierung der Metallbearbeitung | |
| 1975 ↑ | Günter Kluge | Gruppenleiter im Forschungszentrum des Werkzeugmaschinenbaus Karl-Marx-Stadt | Für seinen Anteil an der Schaffung der technologischen Grundlagen sowie der Ausrüstungen für ein hochproduktives, arbeitsstufensparendes Schleifverfahren zur Rationalisierung der Metallbearbeitung | |
| 1975 ↑ | Rudolf Piegert | Ordentlicher Professor an der Sektion Fertigungsprozess und -mittel der Technischen Hochschule Karl-Marx-Stadt | Für seinen Anteil an der Schaffung der technologischen Grundlagen sowie der Ausrüstungen für ein hochproduktives, arbeitsstufensparendes Schleifverfahren zur Rationalisierung der Metallbearbeitung | |
| 1975 ↑ | Hans Rein | Abteilungsleiter im Forschungszentrum des Werkzeugmaschinenbaus Karl-Marx-Stadt | Für seinen Anteil an der Schaffung der technologischen Grundlagen sowie der Ausrüstungen für ein hochproduktives, arbeitsstufensparendes Schleifverfahren zur Rationalisierung der Metallbearbeitung | |
| 1975 ↑ | Kollektiv „Systemgerechte Typenreihe von Zweiständer-Hochleistungsschneidautomaten“ im VEB Werkzeugmaschinenfabrik Zeulenroda                                                                                   | Kollektiv „Systemgerechte Typenreihe von Zweiständer-Hochleistungsschneidautomaten“ im VEB Werkzeugmaschinenfabrik Zeulenroda                                                                                      | Für seinen Anteil an der Entwicklung einer Baureihe hochleistungsfähiger automatisierter Maschinen zur Rationalisierung der Blechverarbeitung | |
| 1975 ↑ | Peter Bail | Maschinenschlosser | Für seinen Anteil an der Entwicklung einer Baureihe hochleistungsfähiger automatisierter Maschinen zur Rationalisierung der Blechverarbeitung | |
| 1975 ↑ | Alfred Brieger | Operativtechnologe | Für seinen Anteil an der Entwicklung einer Baureihe hochleistungsfähiger automatisierter Maschinen zur Rationalisierung der Blechverarbeitung | |
| 1975 ↑ | Manfred Harlaß | Gruppenleiter | Für seinen Anteil an der Entwicklung einer Baureihe hochleistungsfähiger automatisierter Maschinen zur Rationalisierung der Blechverarbeitung | |
| 1975 ↑ | Gerhard Ludwig | Meister | Für seinen Anteil an der Entwicklung einer Baureihe hochleistungsfähiger automatisierter Maschinen zur Rationalisierung der Blechverarbeitung | |
| 1975 ↑ | Klaus Richter | Dreher | Für seinen Anteil an der Entwicklung einer Baureihe hochleistungsfähiger automatisierter Maschinen zur Rationalisierung der Blechverarbeitung | |
| 1975 ↑ | Alfred Seifert | Konstruktionsleiter | Für seinen Anteil an der Entwicklung einer Baureihe hochleistungsfähiger automatisierter Maschinen zur Rationalisierung der Blechverarbeitung | |
| 1975 ↑ | Kollektiv „Bedampfen von Bandstahl mit Aluminium (EBA 400)“ im VEB Bandstahlkombinat „Hermann Matern“ Eisenhüttenstadt                                                                                          | Kollektiv „Bedampfen von Bandstahl mit Aluminium (EBA 400)“ im VEB Bandstahlkombinat „Hermann Matern“ Eisenhüttenstadt                                                                                             | Für seinen hervorragenden Beitrag zur Entwicklung und volkswirtschaftlichen Nutzung eines Verfahrens zum Bedampfen von Bandstahl mit Aluminium | |
| 1975 ↑ | Günter Jäsch | Diplomphysiker im Forschungsinstitut Manfred von Ardenne Dresden | Für seinen hervorragenden Beitrag zur Entwicklung und volkswirtschaftlichen Nutzung eines Verfahrens zum Bedampfen von Bandstahl mit Aluminium | |
| 1975 ↑ | Jürgen Mangelsdorf | Abteilungsleiter im VEB Bandstahlkombinat „Hermann Matern“ Eisenhüttenstadt | Für seinen hervorragenden Beitrag zur Entwicklung und volkswirtschaftlichen Nutzung eines Verfahrens zum Bedampfen von Bandstahl mit Aluminium | |
| 1975 ↑ | Gerhard Schäfer | Brigadier im VEB Kaltwalzwerk Bad Salzungen | Für seinen hervorragenden Beitrag zur Entwicklung und volkswirtschaftlichen Nutzung eines Verfahrens zum Bedampfen von Bandstahl mit Aluminium | |
| 1975 ↑ | Manfred Schlesier | Werkleiter des VEB Kaltwalzwerk Bad Salzungen | Für seinen hervorragenden Beitrag zur Entwicklung und volkswirtschaftlichen Nutzung eines Verfahrens zum Bedampfen von Bandstahl mit Aluminium | |
| 1975 ↑ | Kollektiv „Entwicklung eines Verfahrens zur Herstellung poromerischer Schuhschaftwerkstoffe auf Polyurethanbasis“ (Ekraled PUR)                                                                                 | Kollektiv „Entwicklung eines Verfahrens zur Herstellung poromerischer Schuhschaftwerkstoffe auf Polyurethanbasis“ (Ekraled PUR)                                                                                    | Für seinen Anteil an der Schaffung wissenschaftlich-technischer Grundlagen und einer effektiven Technologie zur Herstellung und Verarbeitung eines neuartigen hochwertigen Werkstoffes, insbesondere für die Schuhindustrie                                                                                       | |
| 1975 ↑ | Horst Gebauer | Abteilungsleiter im Forschungsinstitut für Schuhtechnologie Weißenfels | Für seinen Anteil an der Schaffung wissenschaftlich-technischer Grundlagen und einer effektiven Technologie zur Herstellung und Verarbeitung eines neuartigen hochwertigen Werkstoffes, insbesondere für die Schuhindustrie                                                                                       | |
| 1975 ↑ | Helmut Gütter | Maschinenführer im VEB Vogtländische Kunstlederfabrik Tannenbergsthal | Für seinen Anteil an der Schaffung wissenschaftlich-technischer Grundlagen und einer effektiven Technologie zur Herstellung und Verarbeitung eines neuartigen hochwertigen Werkstoffes, insbesondere für die Schuhindustrie                                                                                       | |
| 1975 ↑ | Gerhard Hebestreit | Hauptabteilungsleiter im Forschungsinstitut für Leder- und Kunstledertechnologie Freiberg | Für seinen Anteil an der Schaffung wissenschaftlich-technischer Grundlagen und einer effektiven Technologie zur Herstellung und Verarbeitung eines neuartigen hochwertigen Werkstoffes, insbesondere für die Schuhindustrie                                                                                       | |
| 1975 ↑ | Gerd Hoyer | Meister im VEB Vogtländische Kunstlederfabrik Tannenbergsthal | Für seinen Anteil an der Schaffung wissenschaftlich-technischer Grundlagen und einer effektiven Technologie zur Herstellung und Verarbeitung eines neuartigen hochwertigen Werkstoffes, insbesondere für die Schuhindustrie                                                                                       | |
| 1975 ↑ | Ludwig Klemm | Hauptabteilungsleiter im Forschungsinstitut für Textiltechnologie Karl-Marx-Stadt | Für seinen Anteil an der Schaffung wissenschaftlich-technischer Grundlagen und einer effektiven Technologie zur Herstellung und Verarbeitung eines neuartigen hochwertigen Werkstoffes, insbesondere für die Schuhindustrie                                                                                       | |
| 1975 ↑ | Wolfgang Micklich | Projektierungsingenieur im VEB Zentrales Projektierungsbüro der Leder-, Schuh- und Rauchwarenindustrie Borsdorf | Für seinen Anteil an der Schaffung wissenschaftlich-technischer Grundlagen und einer effektiven Technologie zur Herstellung und Verarbeitung eines neuartigen hochwertigen Werkstoffes, insbesondere für die Schuhindustrie                                                                                       | |
| 1975 ↑ | Günter Reich | Institutsdirektor im Forschungsinstitut für Leder- und Kunstledertechnologie Freiberg | Für seinen Anteil an der Schaffung wissenschaftlich-technischer Grundlagen und einer effektiven Technologie zur Herstellung und Verarbeitung eines neuartigen hochwertigen Werkstoffes, insbesondere für die Schuhindustrie                                                                                       | |
| 1975 ↑ | Klaus Zosel | wiss. Mitarbeiter im Forschungsinstitut für Textiltechnologie Karl-Marx-Stadt | Für seinen Anteil an der Schaffung wissenschaftlich-technischer Grundlagen und einer effektiven Technologie zur Herstellung und Verarbeitung eines neuartigen hochwertigen Werkstoffes, insbesondere für die Schuhindustrie                                                                                       | |
| 1975 ↑ | Überbetriebliches Kollektiv von Wissenschaftlern und Züchtern | Überbetriebliches Kollektiv von Wissenschaftlern und Züchtern | Für seinen Anteil an den wissenschaftlichen Ergebnissen zur Herauszüchtung von leistungsfähigen Hybridschweinen sowie deren breitenwirksame Überleitung in die Tierproduktion | |
| 1975 ↑ | Walter Frederich | Abteilungsleiter Schweinezucht der WB Tierzucht Paretz | Für seinen Anteil an den wissenschaftlichen Ergebnissen zur Herauszüchtung von leistungsfähigen Hybridschweinen sowie deren breitenwirksame Überleitung in die Tierproduktion | |
| 1975 ↑ | Johann Franz | Direktor des VEG (Z) Tierzucht Nordhausen | Für seinen Anteil an den wissenschaftlichen Ergebnissen zur Herauszüchtung von leistungsfähigen Hybridschweinen sowie deren breitenwirksame Überleitung in die Tierproduktion | |
| 1975 ↑ | Peter Gehl | Schweinezuchtmeister im VEG (Z) Tierzucht Vogelsang | Für seinen Anteil an den wissenschaftlichen Ergebnissen zur Herauszüchtung von leistungsfähigen Hybridschweinen sowie deren breitenwirksame Überleitung in die Tierproduktion | |
| 1975 ↑ | Marianne Kompa | Leiterin des Bereiches Prüfstation der Forschungsstelle für Schweinezucht Ruhlsdorf | Für seinen Anteil an den wissenschaftlichen Ergebnissen zur Herauszüchtung von leistungsfähigen Hybridschweinen sowie deren breitenwirksame Überleitung in die Tierproduktion | |
| 1975 ↑ | Hildegard Messner | Oberlaborantin in der Besamungsstation Malchin | Für seinen Anteil an den wissenschaftlichen Ergebnissen zur Herauszüchtung von leistungsfähigen Hybridschweinen sowie deren breitenwirksame Überleitung in die Tierproduktion | |
| 1975 ↑ | Ernst Ritter | Abteilungsleiter für Schweinezucht im Forschungszentrum für Tierproduktion Dummerstorf-Rostock | Für seinen Anteil an den wissenschaftlichen Ergebnissen zur Herauszüchtung von leistungsfähigen Hybridschweinen sowie deren breitenwirksame Überleitung in die Tierproduktion | |
| 1975 ↑ | Kollektiv „Erforschung und Verbreitung der russischen und sowjetischen Literatur“ | Kollektiv „Erforschung und Verbreitung der russischen und sowjetischen Literatur“ | Für seine literaturwissenschaftlichen Leistungen auf dem Gebiet der Erschließung der russischen und sowjetischen Literatur | |
| 1975 ↑ | Willi Beitz | Ordentlicher Professor und Direktor der Sektion Kulturwissenschaften/Germanistik an der Karl-Marx-Universität Leipzig                                                                                              | Für seine literaturwissenschaftlichen Leistungen auf dem Gebiet der Erschließung der russischen und sowjetischen Literatur | |
| 1975 ↑ | Helmut Graßhoff | wiss. Mitarbeiter im Zentralinstitut für Literaturgeschichte der AdW der DDR | Für seine literaturwissenschaftlichen Leistungen auf dem Gebiet der Erschließung der russischen und sowjetischen Literatur | |
| 1975 ↑ | Harri Jünger | Ordentlicher Professor und Direktor der Sektion Slawistik an der Humboldt-Universität zu Berlin | Für seine literaturwissenschaftlichen Leistungen auf dem Gebiet der Erschließung der russischen und sowjetischen Literatur | |
| 1975 ↑ | Karlheinz Kasper | Sektionsdirektor an der Pädagogischen Hochschule „Clara Zetkin“ Leipzig | Für seine literaturwissenschaftlichen Leistungen auf dem Gebiet der Erschließung der russischen und sowjetischen Literatur | |
| 1975 ↑ | Michael Wegner | Ordentlicher Professor und Direktor der Sektion Literatur- und Kunstwissenschaft an der Friedrich-Schiller-Universität Jena                                                                                        | Für seine literaturwissenschaftlichen Leistungen auf dem Gebiet der Erschließung der russischen und sowjetischen Literatur | |
| 1975 ↑ | Gerhard Ziegengeist | Direktor des Zentralinstituts für Literaturgeschichte der AdW der DDR | Für seine literaturwissenschaftlichen Leistungen auf dem Gebiet der Erschließung der russischen und sowjetischen Literatur | |
| 1975 ↑ | Peter H. Feist | Ordentlicher Professor an der Sektion Ästhetik und Kunstwissenschaften der Humboldt-Universität zu Berlin und Ordentliches Mitglied der Akademie der Künste der DDR                                                | Für seinen Beitrag zur Geschichte der sozialistischen Gegenwartskunst und der europäischen Kunstgeschichte des 19. Jahrhunderts | |
| 1975 ↑ | Eberhard Hofmann | Ordentlicher Professor und Direktor des Physiologisch-Chemischen Instituts im Bereich der Medizin der Karl-Marx-Universität Leipzig                                                                                | Für seine theoretischen Arbeiten zur Struktur und Funktion von regulatorischen Enzymen und zur Herstellung von Enzymen und neuen Diagnostika für pharmazeutische Zwecke | |
| 1975 ↑ | Wolfgang Ruge | Abteilungsleiter im Zentralinstitut für Geschichte der AdW der DDR | Für seine Leistungen bei der Erforschung des Geschichtsbildes der Weimarer Zeit | |
| 1975 ↑ | Max Steinmetz | Ordentlicher Professor an der Sektion Geschichte der Karl-Marx-Universität Leipzig | Für seine hervorragenden Leistungen auf dem Gebiet der Geschichte des deutschen Bauernkrieges | |
| 1975 ↑ | Heinz Stiller | Ordentliches Mitglied der AdW der DDR und Leiter des Forschungsbereiches Geo- und Kosmoswissenschaften der AdW der DDR                                                                                             | Für hervorragende Arbeiten zu grundlegenden Problemen der Physik des Erdinnern, des Mondes und der Planeten sowie für seine experimentellen und theoretischen Beiträge zum Verhalten von Materie unter höchsten Drücken                                                                                           | |
| 1976 ↑ | Rationalisierungskollektiv „Optische Aufheller“ im VEB Chemiekombinat Bitterfeld | Rationalisierungskollektiv „Optische Aufheller“ im VEB Chemiekombinat Bitterfeld | Für seinen Anteil bei der Entwicklung und Produktionseinführung von Zwischenprodukten der Farbherstellung sowie von optischen Aufhellern | |
| 1976 ↑ | Siegfried Keil | wiss. Mitarbeiter der Abteilung Farbstoffforschung | Für seinen Anteil bei der Entwicklung und Produktionseinführung von Zwischenprodukten der Farbherstellung sowie von optischen Aufhellern | |
| 1976 ↑ | Eberhard Marx | Laborleiter in der Abteilung Zwischenprodukte – Weißtöner | Für seinen Anteil bei der Entwicklung und Produktionseinführung von Zwischenprodukten der Farbherstellung sowie von optischen Aufhellern | |
| 1976 ↑ | Bernd Noll | Gruppenleiter in der Abteilung Farbstoffforschung | Für seinen Anteil bei der Entwicklung und Produktionseinführung von Zwischenprodukten der Farbherstellung sowie von optischen Aufhellern | |
| 1976 ↑ | Peter Seeger | Stellvertreter des Leiters der Abteilung Zwischenprodukte – Weißtöner | Für seinen Anteil bei der Entwicklung und Produktionseinführung von Zwischenprodukten der Farbherstellung sowie von optischen Aufhellern | |
| 1976 ↑ | Herbert Weinelt | Leiter der Abteilung Zwischenprodukte – Weißtöner | Für seinen Anteil bei der Entwicklung und Produktionseinführung von Zwischenprodukten der Farbherstellung sowie von optischen Aufhellern | |
| 1976 ↑ | Kollektiv „Rationalisierung der Kolbenbolzenfertigung“ | Kollektiv „Rationalisierung der Kolbenbolzenfertigung“ | Für seinen Anteil an der komplexen Rationalisierung der Fertigung hochspezialisierter Teile | |
| 1976 ↑ | Friedrich Cruschwitz | wiss. Mitarbeiter im Institut für Umformtechnik Zwickau | Für seinen Anteil an der komplexen Rationalisierung der Fertigung hochspezialisierter Teile | |
| 1976 ↑ | Harry Matthes | Leiter einer Arbeitsgruppe beim Direktor des Zentralen Forschungsinstituts für Arbeit Dresden | Für seinen Anteil an der komplexen Rationalisierung der Fertigung hochspezialisierter Teile | |
| 1976 ↑ | Lutz Mischok | Schlosser im VEB Kfz-Zubehörwerk Meißen | Für seinen Anteil an der komplexen Rationalisierung der Fertigung hochspezialisierter Teile | |
| 1976 ↑ | Wolfgang Pistl | Leiter der Inspektion der ABI im VEB Barkas-Werke Karl-Marx-Stadt | Für seinen Anteil an der komplexen Rationalisierung der Fertigung hochspezialisierter Teile | |
| 1976 ↑ | Ursula Räder | Gruppenleiter im VEB Kfz-Zubehörwerk Meißen | Für seinen Anteil an der komplexen Rationalisierung der Fertigung hochspezialisierter Teile | |
| 1976 ↑ | Werner Schramm | Hauptabteilungsleiter im VEB Barkas-Werke Karl-Marx-Stadt | Für seinen Anteil an der komplexen Rationalisierung der Fertigung hochspezialisierter Teile | |
| 1976 ↑ | Willi Wolf | Betriebsdirektor im VEB Kfz-Zubehörwerk Meißen | Für seinen Anteil an der komplexen Rationalisierung der Fertigung hochspezialisierter Teile | |
| 1976 ↑ | Kollektiv „Argonlaser“ | Kollektiv „Argonlaser“ | Für seinen Anteil an der Schaffung der wissenschaftlichen Grundlagen, der Entwicklung und Produktionseinführung eines Ionen-Lasergerätes mit großer Anwendungsbreite | |
| 1976 ↑ | Gerhard Göbel | Gruppenleiter im Forschungszentrum des VEB Carl Zeiss Jena | Für seinen Anteil an der Schaffung der wissenschaftlichen Grundlagen, der Entwicklung und Produktionseinführung eines Ionen-Lasergerätes mit großer Anwendungsbreite | |
| 1976 ↑ | Wilhelm Ebert | Leiter im Institutsteil VI Jena des Zentralinstituts für Elektronenphysik der AdW der DDR | Für seinen Anteil an der Schaffung der wissenschaftlichen Grundlagen, der Entwicklung und Produktionseinführung eines Ionen-Lasergerätes mit großer Anwendungsbreite | |
| 1976 ↑ | Gerhard Koch | Abteilungsleiter im Forschungszentrum des VEB Carl Zeiss Jena | Für seinen Anteil an der Schaffung der wissenschaftlichen Grundlagen, der Entwicklung und Produktionseinführung eines Ionen-Lasergerätes mit großer Anwendungsbreite | |
| 1976 ↑ | Hans-Peter Köllner | Gruppenleiter im Forschungszentrum des VEB Carl Zeiss Jena | Für seinen Anteil an der Schaffung der wissenschaftlichen Grundlagen, der Entwicklung und Produktionseinführung eines Ionen-Lasergerätes mit großer Anwendungsbreite | |
| 1976 ↑ | Manfred Maneck | Gruppenleiter im Forschungszentrum des VEB Carl Zeiss Jena | Für seinen Anteil an der Schaffung der wissenschaftlichen Grundlagen, der Entwicklung und Produktionseinführung eines Ionen-Lasergerätes mit großer Anwendungsbreite | |
| 1976 ↑ | Helmut Pfaffendorf | leitender Labormechaniker im Institutsteil VI Jena des Zentralinstituts für Elektronenphysik der AdW der DDR | Für seinen Anteil an der Schaffung der wissenschaftlichen Grundlagen, der Entwicklung und Produktionseinführung eines Ionen-Lasergerätes mit großer Anwendungsbreite | |
| 1976 ↑ | Kollektiv im VEB Isokond Berlin | Kollektiv im VEB Isokond Berlin | Für seinen Anteil an der Entwicklung und Produktionsüberleitung eines neuen Typs von Mittelspannungskondensatoren | |
| 1976 ↑ | Helmut Jäckelmann | Einpresser | Für seinen Anteil an der Entwicklung und Produktionsüberleitung eines neuen Typs von Mittelspannungskondensatoren | |
| 1976 ↑ | Joachim Jahnke | Entwicklungsingenieur | Für seinen Anteil an der Entwicklung und Produktionsüberleitung eines neuen Typs von Mittelspannungskondensatoren | |
| 1976 ↑ | Wolfgang Kaeser | Entwicklungsingenieur | Für seinen Anteil an der Entwicklung und Produktionsüberleitung eines neuen Typs von Mittelspannungskondensatoren | |
| 1976 ↑ | Hartmut Oßwald | Direktor für Technik | Für seinen Anteil an der Entwicklung und Produktionsüberleitung eines neuen Typs von Mittelspannungskondensatoren | |
| 1976 ↑ | Rolf Schwerma | Entwicklungsingenieur | Für seinen Anteil an der Entwicklung und Produktionsüberleitung eines neuen Typs von Mittelspannungskondensatoren | |
| 1976 ↑ | Heinz Wende | Montierer | Für seinen Anteil an der Entwicklung und Produktionsüberleitung eines neuen Typs von Mittelspannungskondensatoren | |
| 1976 ↑ | Kollektiv „Anlagenkonstruktion für Tagebauausrüstungen“ im VEB Zentralwerkstatt Regis | Kollektiv „Anlagenkonstruktion für Tagebauausrüstungen“ im VEB Zentralwerkstatt Regis | Für seinen Anteil an der Losung wissenschaftlich-technischer Aufgaben zur Rationalisierung und zu leistungssteigernden Rekonstruktionsmaßnahmen an Tagebaugroßgeräten | |
| 1976 ↑ | Dieter Gaudigs | Anlagenkonstrukteur | Für seinen Anteil an der Losung wissenschaftlich-technischer Aufgaben zur Rationalisierung und zu leistungssteigernden Rekonstruktionsmaßnahmen an Tagebaugroßgeräten | |
| 1976 ↑ | Theodor Hilbig | Statiker | Für seinen Anteil an der Losung wissenschaftlich-technischer Aufgaben zur Rationalisierung und zu leistungssteigernden Rekonstruktionsmaßnahmen an Tagebaugroßgeräten | |
| 1976 ↑ | Manfred Schütze | Statiker | Für seinen Anteil an der Losung wissenschaftlich-technischer Aufgaben zur Rationalisierung und zu leistungssteigernden Rekonstruktionsmaßnahmen an Tagebaugroßgeräten | |
| 1976 ↑ | Dietrich Peschtrich | Anlagenkonstrukteur | Für seinen Anteil an der Losung wissenschaftlich-technischer Aufgaben zur Rationalisierung und zu leistungssteigernden Rekonstruktionsmaßnahmen an Tagebaugroßgeräten | |
| 1976 ↑ | Karl-Ernst Reinknecht | Sachverständiger für Tagebauausrüstungen | Für seinen Anteil an der Losung wissenschaftlich-technischer Aufgaben zur Rationalisierung und zu leistungssteigernden Rekonstruktionsmaßnahmen an Tagebaugroßgeräten | |
| 1976 ↑ | Entwicklungskollektiv „Drehmaschinen der Baugröße 2“ aus den VEB Werkzeugmaschinenfabrik „Hermann Matern“, Magdeburg und VEB Großdrehmaschinenbau „8. Mai“, Karl-Marx-Stadt                                     | Entwicklungskollektiv „Drehmaschinen der Baugröße 2“ aus den VEB Werkzeugmaschinenfabrik „Hermann Matern“, Magdeburg und VEB Großdrehmaschinenbau „8. Mai“, Karl-Marx-Stadt                                        | Für seinen Anteil an der wissenschaftlich-schöpferischen Leistung zur Entwicklung hocheffektiver Werkzeugmaschinen | |
| 1976 ↑ | Stefan Müller | Technologe im VEB Werkzeugmaschinenfabrik „Hermann Matern“, Magdeburg | Für seinen Anteil an der wissenschaftlich-schöpferischen Leistung zur Entwicklung hocheffektiver Werkzeugmaschinen | |
| 1976 ↑ | Wolfgang Seifert | Gruppenleiter im VEB Großdrehmaschinenbau „8. Mai“, Karl-Marx-Stadt | Für seinen Anteil an der wissenschaftlich-schöpferischen Leistung zur Entwicklung hocheffektiver Werkzeugmaschinen | |
| 1976 ↑ | Harry Steinbach | Maschinenschlosser im VEB Großdrehmaschinenbau „8. Mai“, Karl-Marx-Stadt | Für seinen Anteil an der wissenschaftlich-schöpferischen Leistung zur Entwicklung hocheffektiver Werkzeugmaschinen | |
| 1976 ↑ | Willi Theuerkauf | Konstrukteur im VEB Werkzeugmaschinenfabrik „Hermann Matern“, Magdeburg | Für seinen Anteil an der wissenschaftlich-schöpferischen Leistung zur Entwicklung hocheffektiver Werkzeugmaschinen | |
| 1976 ↑ | Rudolf Walther | Leiter der Abteilung Neuentwicklung im VEB Großdrehmaschinenbau „8. Mai“, Karl-Marx-Stadt | Für seinen Anteil an der wissenschaftlich-schöpferischen Leistung zur Entwicklung hocheffektiver Werkzeugmaschinen | |
| 1976 ↑ | Kollektiv im VEB Werkzeugfabrik Königsee | Kollektiv im VEB Werkzeugfabrik Königsee | Für seinen Anteil an den wissenschaftlich-technischen und ökonomischen Leistungen zur Rationalisierung der Spiralbohrerfertigung | |
| 1976 ↑ | Wolfgang Franke | Leiter der technologischen Planung | Für seinen Anteil an den wissenschaftlich-technischen und ökonomischen Leistungen zur Rationalisierung der Spiralbohrerfertigung | |
| 1976 ↑ | Gerhard Heinze | Haupttechnologe | Für seinen Anteil an den wissenschaftlich-technischen und ökonomischen Leistungen zur Rationalisierung der Spiralbohrerfertigung | |
| 1976 ↑ | Heinz Kayser | Meister im Bereich Spiralbohrerfertigung | Für seinen Anteil an den wissenschaftlich-technischen und ökonomischen Leistungen zur Rationalisierung der Spiralbohrerfertigung | |
| 1976 ↑ | Harry Scholl | Leiter der Konstruktion für Rationalisierung und Automatisierung | Für seinen Anteil an den wissenschaftlich-technischen und ökonomischen Leistungen zur Rationalisierung der Spiralbohrerfertigung | |
| 1976 ↑ | Bruno Weißleder | Anlagenfahrer | Für seinen Anteil an den wissenschaftlich-technischen und ökonomischen Leistungen zur Rationalisierung der Spiralbohrerfertigung | |
| 1976 ↑ | Martin Zentgraf | Auftragsleiter des Vorhabens | Für seinen Anteil an den wissenschaftlich-technischen und ökonomischen Leistungen zur Rationalisierung der Spiralbohrerfertigung | |
| 1976 ↑ | Kollektiv „Elmo-Fertigungsstraßen“ | Kollektiv „Elmo-Fertigungsstraßen“ | Für seinen Anteil an der Entwicklung und schnellen Überleitung von Ausrüstungen zur Intensivierung der Produktion in der Elektroindustrie | |
| 1976 ↑ | Rolf Günther | Verkaufsingenieur im VEB Werkzeugmaschinenfabrik „Hermann Matern“, Magdeburg | Für seinen Anteil an der Entwicklung und schnellen Überleitung von Ausrüstungen zur Intensivierung der Produktion in der Elektroindustrie | |
| 1976 ↑ | Hans-Joachim Herrmann | Maschinenschlosser im VEB Werkzeugmaschinenfabrik „Hermann Matern“, Magdeburg | Für seinen Anteil an der Entwicklung und schnellen Überleitung von Ausrüstungen zur Intensivierung der Produktion in der Elektroindustrie | |
| 1976 ↑ | Wolfgang Niemann | Maschinenschlosser im VEB Werkzeugmaschinenfabrik „Hermann Matern“, Magdeburg | Für seinen Anteil an der Entwicklung und schnellen Überleitung von Ausrüstungen zur Intensivierung der Produktion in der Elektroindustrie | |
| 1976 ↑ | Lothar Schiffel | Betriebsdirektor im VEB Werkzeugmaschinenfabrik „Hermann Matern“, Magdeburg | Für seinen Anteil an der Entwicklung und schnellen Überleitung von Ausrüstungen zur Intensivierung der Produktion in der Elektroindustrie | |
| 1976 ↑ | Dieter Pertermann | Elektromonteur im VEB Schleifmaschinenwerk Karl-Marx-Stadt | Für seinen Anteil an der Entwicklung und schnellen Überleitung von Ausrüstungen zur Intensivierung der Produktion in der Elektroindustrie | |
| 1976 ↑ | Entwicklungskollektiv im VEB Stahl- und Walzwerk „Wilhelm Florin“, Hennigsdorf | Entwicklungskollektiv im VEB Stahl- und Walzwerk „Wilhelm Florin“, Hennigsdorf | Für seinen Anteil an der Herstellung eines Hochleistungskaltstauchstahles und seiner Einführung in die metallverarbeitende Industrie | |
| 1976 ↑ | Gerhard Fischer | Stellvertreter des Produktionsdirektors | Für seinen Anteil an der Herstellung eines Hochleistungskaltstauchstahles und seiner Einführung in die metallverarbeitende Industrie | |
| 1976 ↑ | Horst Karschunke | wiss. Mitarbeiter | Für seinen Anteil an der Herstellung eines Hochleistungskaltstauchstahles und seiner Einführung in die metallverarbeitende Industrie | |
| 1976 ↑ | Karl-Ludwig Kiesel | Bereichsleiter | Für seinen Anteil an der Herstellung eines Hochleistungskaltstauchstahles und seiner Einführung in die metallverarbeitende Industrie | |
| 1976 ↑ | Holger Petersen | l. Schmelzer | Für seinen Anteil an der Herstellung eines Hochleistungskaltstauchstahles und seiner Einführung in die metallverarbeitende Industrie | |
| 1976 ↑ | Werner Richter | Hauptabteilungsleiter im VEB Schraubenkombinat Karl-Marx-Stadt | Für seinen Anteil an der Herstellung eines Hochleistungskaltstauchstahles und seiner Einführung in die metallverarbeitende Industrie | |
| 1976 ↑ | Heinz Strunk | 1. Schmelzer | Für seinen Anteil an der Herstellung eines Hochleistungskaltstauchstahles und seiner Einführung in die metallverarbeitende Industrie | |
| 1976 ↑ | Kollektiv „Rh-Immunprophylaxe“ des Bezirksinstituts für Blutspende- und Transfusionswesen Halle | Kollektiv „Rh-Immunprophylaxe“ des Bezirksinstituts für Blutspende- und Transfusionswesen Halle | Für seinen Anteil an der wissenschaftlichen Vorbereitung und umfassenden Einführung der Rhesus-Immunprophylaxe im Gesundheitswesen der DDR | |
| 1976 ↑ | Wolfgang Schubert | ärztlicher Direktor | Für seinen Anteil an der wissenschaftlichen Vorbereitung und umfassenden Einführung der Rhesus-Immunprophylaxe im Gesundheitswesen der DDR | |
| 1976 ↑ | Viktoria Tesar | Stellvertreter des ärztlichen Direktors und Abteilungsleiter | Für seinen Anteil an der wissenschaftlichen Vorbereitung und umfassenden Einführung der Rhesus-Immunprophylaxe im Gesundheitswesen der DDR | |
| 1976 ↑ | Kollektiv von Ökonomen | Kollektiv von Ökonomen | Für seine theoretischen Arbeiten zur Vertiefung der wissenschaftlichen Grundlagen der sozialistischen Intensivierung, zur Erhöhung der Effektivität der gesellschaftlichen Produktion und seinen Beitrag für die Umsetzung der Forschungsergebnisse in die Wirtschaftspraxis                                      | |
| 1976 ↑ | Gerd Friedrich | Stellvertreter des Direktors für Forschung im Zentralinstitut für Sozialistische Wirtschaftsführung beim ZK der SED                                                                                                | Für seine theoretischen Arbeiten zur Vertiefung der wissenschaftlichen Grundlagen der sozialistischen Intensivierung, zur Erhöhung der Effektivität der gesellschaftlichen Produktion und seinen Beitrag für die Umsetzung der Forschungsergebnisse in die Wirtschaftspraxis                                      | |
| 1976 ↑ | Willi Kunz | Stellvertreter des Direktors für Aus- und Weiterbildung im Zentralinstitut für Sozialistische Wirtschaftsführung beim ZK der SED                                                                                   | Für seine theoretischen Arbeiten zur Vertiefung der wissenschaftlichen Grundlagen der sozialistischen Intensivierung, zur Erhöhung der Effektivität der gesellschaftlichen Produktion und seinen Beitrag für die Umsetzung der Forschungsergebnisse in die Wirtschaftspraxis                                      | |
| 1976 ↑ | Harry Milke | ord. Prof. und Leiter des Wissenschaftsbereiches für Lehre und Forschung der politischen Ökonomie und Wirtschaftswissenschaften der Parteihochschule „Karl Marx“ beim ZK der SED                                   | Für seine theoretischen Arbeiten zur Vertiefung der wissenschaftlichen Grundlagen der sozialistischen Intensivierung, zur Erhöhung der Effektivität der gesellschaftlichen Produktion und seinen Beitrag für die Umsetzung der Forschungsergebnisse in die Wirtschaftspraxis                                      | |
| 1976 ↑ | Gerhard Schulz | Lehrstuhlleiter am Institut für Gesellschaftswissenschaften beim ZK der SED | Für seine theoretischen Arbeiten zur Vertiefung der wissenschaftlichen Grundlagen der sozialistischen Intensivierung, zur Erhöhung der Effektivität der gesellschaftlichen Produktion und seinen Beitrag für die Umsetzung der Forschungsergebnisse in die Wirtschaftspraxis                                      | |
| 1976 ↑ | Horst Steeger | Leiter des ökonomischen Forschungsinstituts der Staatlichen Plankommission | Für seine theoretischen Arbeiten zur Vertiefung der wissenschaftlichen Grundlagen der sozialistischen Intensivierung, zur Erhöhung der Effektivität der gesellschaftlichen Produktion und seinen Beitrag für die Umsetzung der Forschungsergebnisse in die Wirtschaftspraxis                                      | |
| 1976 ↑ | Karl-Heinz Stiemerling | Stellvertreter des Direktors für Forschung im Institut für Gesellschaftswissenschaften beim ZK der SED | Für seine theoretischen Arbeiten zur Vertiefung der wissenschaftlichen Grundlagen der sozialistischen Intensivierung, zur Erhöhung der Effektivität der gesellschaftlichen Produktion und seinen Beitrag für die Umsetzung der Forschungsergebnisse in die Wirtschaftspraxis                                      | |
| 1976 ↑ | Gottfried Bammes | ordentlicher Professor für Künstleranatomie an der Hochschule für Bildende Künste Dresden | Für seine bedeutsamen wissenschaftlichen und pädagogischen Leistungen auf dem Gebiet der Künstleranatomie | |
| 1976 ↑ | Heinrich Bremer | ordentlicher Professor und Prorektor für Naturwissenschaft und Technik an der Technischen Hochschule „Carl Schorlemmer“, Leuna-Merseburg                                                                           | Für seine Verdienste bei der Entwicklung neuer chemischer Katalysatoren und ihrer industriellen Anwendung | |
| 1976 ↑ | John Lekschas | ordentlicher Professor an der Sektion Rechtswissenschaften der Humboldt-Universität zu Berlin | Für seine theoretischen Arbeiten auf dem Gebiet der Rechtswissenschaften | |
| 1976 ↑ | Wolfgang Plenert | Direktor der Kinderklinik der Friedrich-Schiller-Universität Jena | Für seine wissenschaftlichen Leistungen in der Kinderheilkunde, insbesondere seine Forschungsergebnisse bei der Bekämpfung von Leukosen | |
| 1976 ↑ | Wilhelm Schmidt | Direktor des Instituts für marxistisch-leninistische Sprachtheorie an der Pädagogischen Hochschule „Karl Liebknecht“, Potsdam                                                                                      | Für seine theoretischen Arbeiten auf dem Gebiet der Sprachwissenschaften, insbesondere der Germanistik | |
| 1976 ↑ | Gerhard Wunsch | ordentlicher Professor an der Sektion Informationstechnik der Technischen Universität Dresden | Für seine Verdienste bei der Weiterentwicklung der elektrischen Systemtheorie und bei der Heranbildung eines hochqualifizierten wissenschaftlichen Nachwuchses | |
| 1976 ↑ | Kollektiv | Kollektiv | Für hervorragende wissenschaftliche Leistungen insbesondere auf trainingsmethodischem Gebiet | am 9. September 1976 im Rahmen des Empfangs der Olympiateilnehmer                                                                         |
| 1976 ↑ | Jürgen Grobler | | Für hervorragende wissenschaftliche Leistungen insbesondere auf trainingsmethodischem Gebiet | am 9. September 1976 im Rahmen des Empfangs der Olympiateilnehmer                                                                         |
| 1976 ↑ | Gisela Heiße | | Für hervorragende wissenschaftliche Leistungen insbesondere auf trainingsmethodischem Gebiet | am 9. September 1976 im Rahmen des Empfangs der Olympiateilnehmer                                                                         |
| 1976 ↑ | Jochen Lenz | Professor für Theorie und Methodik des Trainings im Wasserfahrsport an der Deutschen Hochschule für Körperkultur (DHfK) in Leipzig.                                                                                | Für hervorragende wissenschaftliche Leistungen insbesondere auf trainingsmethodischem Gebiet | am 9. September 1976 im Rahmen des Empfangs der Olympiateilnehmer                                                                         |
| 1976 ↑ | Friedrich Mahlo | | Für hervorragende wissenschaftliche Leistungen insbesondere auf trainingsmethodischem Gebiet | am 9. September 1976 im Rahmen des Empfangs der Olympiateilnehmer                                                                         |
| 1976 ↑ | Heinz Meißner | | Für hervorragende wissenschaftliche Leistungen insbesondere auf trainingsmethodischem Gebiet | am 9. September 1976 im Rahmen des Empfangs der Olympiateilnehmer                                                                         |
| 1976 ↑ | Eberhard Mothes | | Für hervorragende wissenschaftliche Leistungen insbesondere auf trainingsmethodischem Gebiet | am 9. September 1976 im Rahmen des Empfangs der Olympiateilnehmer                                                                         |
| 1976 ↑ | Dieter Niklas | | Für hervorragende wissenschaftliche Leistungen insbesondere auf trainingsmethodischem Gebiet | am 9. September 1976 im Rahmen des Empfangs der Olympiateilnehmer                                                                         |
| 1976 ↑ | Karl-Heinz Stichert | | Für hervorragende wissenschaftliche Leistungen insbesondere auf trainingsmethodischem Gebiet | am 9. September 1976 im Rahmen des Empfangs der Olympiateilnehmer                                                                         |
| 1976 ↑ | Diethart Wünsch | | Für hervorragende wissenschaftliche Leistungen insbesondere auf trainingsmethodischem Gebiet | am 9. September 1976 im Rahmen des Empfangs der Olympiateilnehmer                                                                         |
| 1976 ↑ | Kollektiv von Technikern | Kollektiv von Technikern | Für hervorragende wissenschaftliche Leistungen | am 9. September 1976 im Rahmen des Empfangs der Olympiateilnehmer                                                                         |
| 1976 ↑ | Kurt Debus | | Für hervorragende wissenschaftliche Leistungen | am 9. September 1976 im Rahmen des Empfangs der Olympiateilnehmer                                                                         |
| 1976 ↑ | Klaus Filter | | Für hervorragende wissenschaftliche Leistungen | am 9. September 1976 im Rahmen des Empfangs der Olympiateilnehmer                                                                         |
| 1976 ↑ | Jürgen Groß | | Für hervorragende wissenschaftliche Leistungen | am 9. September 1976 im Rahmen des Empfangs der Olympiateilnehmer                                                                         |
| 1976 ↑ | Horst Münch | | Für hervorragende wissenschaftliche Leistungen | am 9. September 1976 im Rahmen des Empfangs der Olympiateilnehmer                                                                         |
| 1976 ↑ | Horst Reinicke | | Für hervorragende wissenschaftliche Leistungen | am 9. September 1976 im Rahmen des Empfangs der Olympiateilnehmer                                                                         |
| 1976 ↑ | Witolf Stange | | Für hervorragende wissenschaftliche Leistungen | am 9. September 1976 im Rahmen des Empfangs der Olympiateilnehmer                                                                         |
| 1977 ↑ | Eberhard Fiedler Wolfgang Hering Gert Hopf Harald Jahn Christoph Mühlhaus Jochen Pätzold | Kollektiv „Neue ungesättigte Polyesterharze“ im VEB Chemische Werke Buna | Für seinen Anteil an der Entwicklung und Einführung von Verfahren zur bedarfsgerechten Versorgung der Industrie mit Lackharzen unter Nutzung vorhandener Grundfonds | |
| 1977 ↑ | Robert Bätz Franz Baumann Rose Grün Erika Onderka Fritz Pfeiffer Manfred Weber | Kollektiv Hydrospalten von Mitteldestillaten im VEB Leuna-Werke „Walter Ulbricht“ | Für seinen Anteil an der Entwicklung und Einführung von Verfahren zur höheren stoffwirtschaftlichen Nutzung des Erdöls zur Herstellung von Vergaserkraftstoffen in vorhandenen Einrichtungen und Anlagen | |
| 1977 ↑ | Rudolf Horntrich Joachim Krause Karl-Heinz Lück Heinz Wischer Heinz Wolf Armin Worgitzki | Kollektiv „Einheitsregelsystem TRANSRESCH-Si“ im VEB Kombinat Elektroprojekt und Anlagenbau Berlin | Für seinen Anteil an der Entwicklung und Produktionseinführung eines Systems zur Regelung hochbeanspruchter elektrischer Antriebe in Walzwerken und anderen Industrieanlagen | |
| 1977 ↑ | Jürgen Breternitz Hans-Joachim Illig Hans-Joachim Kühne Hans-Jürgen Linz Carl-Ernst Micheisen Winfried Sauerteig Gotthold Walter                                                                                | Kollektiv „Vollelektrisch beheizte Glasschmelzwannen“ im VEB Institut für Technisches Glas Ilmenau, Sitz Jena | Für seinen Anteil an der Entwicklung und Einführung von vollelektrisch beheizten Glasschmelzaggregaten für das Schmelzen von Wirtschafts- und technischem Glas | |
| 1977 ↑ | Nikolaus Koschwitz Harald Krause Winfried Liebig Karl-Heinz Maletzki Edith Petrick Siegfried Schelinski | Kollektiv „Umsetzungsgemengetechnologie“ im VEB Wissenschaftlich-technischer Betrieb Wirtschaftsglas Bad Muskau | Für seinen Anteil an der Entwicklung und Einführung neuer Schmelztechnologien zur Steigerung der Effektivität der Behälterglasproduktion | |
| 1977 ↑ | Helmut Frost Ullrich Heisig Kurt Jessat Dieter Mällig Siegfried Panzer Erwin Rippl Manfred Triebei Peter Wipsner                                                                                                | Kollektiv „Einführung des Elektronenstrahlschweißens in die Produktion“ | Für seinen Anteil an der kurzfristigen Entwicklung einer Schweißanlage und die Einführung des Elektronenstraftischweißens bei dynamisch und thermisch hochbeanspruchten Bauteilen | |
| 1977 ↑ | Horst Arlt Ulrich Käppler Friedemann Richter Dieter Rost Horst Schuhmacher Klaus Tischer | Kollektiv „Hochdruckpresse K 453“ im VEB Kombinat Fortschritt Landmaschinen Neustadt | Für seinen Anteil an der Effektivitätssteigerung in der Strohbergung mit wesentlich erhöhter Arbeitsproduktivität und bedeutend gesenkten Verfahrenskosten | |
| 1977 ↑ | Manfred Berthold Hermann Fröchtenigt Max Muschick Manfred Stiebitz Peter Thieme Günter Wagner | Kollektiv „Entwicklung der leichten Geschoßbauweise“ im VEB Wohnungsbaukombinat Cottbus, Sitz Hoyerswerder | Für seinen Anteil an der Entwicklung der Leichtbauweise für Gesellschaftsbauten im Rahmen des Wohnungsbauprogramm | |
| 1977 ↑ | Peter Böhme Günter Dahl Siegmar Damner Klaus Deutsch Herbert Konrad Walter Lichtenberg Kurt Rolapp Konrad Scholz                                                                                                | Kollektiv „UP-Folienbeschichtung“ | Für seinen Anteil an der Entwicklung das Verfahrens zur Herstellung einer Folie aus ungesättigtem Polyesterharz zur Beschichtung von Möbelteilen | |
| 1977 ↑ | Peter Hörn Manfred Kosemund Horst Strobel | Kollektiv „Automatisierungstechnik“ der Hochschule für Verkehrswesen „Friedrich List“ Dresden | Für seinen Anteil an der weiteren Automatisierung des Schienen- und Straßenverkehrs zur Erhöhung der Verkehrssicherheit | |
| 1977 ↑ | Walter John Gerd Lehmann Gernot Paasch Peter Keanert Henning Wonn Paul Ziesche | Kollektiv „Elektronische Struktur fester Körper“ | Für seinen Anteil bei der Erarbeitung von Beiträgen zur Theorie der elektronischen Struktur in Metallen und Legierungen | |
| 1977 ↑ | Friedemann Arnold Wolfgang Herrmann Dietmar Kunze Wolfdietrich Meyer Heinz Simon Klaus Voß | Kollektiv „Automatische Mikroskopbildauswertung“ der Medizinischen Akademie „Carl Gustav Carus“ Dresden | Für seinen Anteil an der Erarbeitung von Grundlagen für die Anwendung der automatischen Mikroskopbildauswertung in der medizinischen Diagnostik und biomedizinischen Forschung | |
| 1977 ↑ | Harry Goldschmidt | Musikwissenschaftler, Berlin | Für die Ergebnisse seiner langjährigen Forschung über das Werk Ludwig van Beethovens | |
| 1977 ↑ | Erich Hahn | Kandidat des ZK der SED, Direktor des Instituts für Marxistisch-Leninistische Philosophie der Akademie für Gesellschaftswissenschaften beim ZK der SED                                                             | Für die Ergebnisse seiner Forschungsarbeiten auf dem Gebiet des historischen Materialismus und zur Auseinandersetzung mit der bürgerlichen Ideologie | |
| 1977 ↑ | Manfred Kossok | ordentlicher Professor an der Sektion Geschichte der Karl-Marx-Universität Leipzig | Für seine Arbeiten auf dem Gebiet der allgemeinen Geschichte der Neuzeit, insbesondere der Geschichte und Theorie der antiimperialistischen Befreiungsbewegung der Völker Lateinamerikas | |
| 1977 ↑ | Arno Hermann Müller | ordentlicher Professor an der Sektion Geowissenschaften der Bergakademie Freiberg | Für seine wissenschaftlichen Leistungen in der Forschung auf dem Gebiet der Paläontologie und seine Verdienste um die Heranbildung eines hochqualifizierten wissenschaftlichen Nachwuchses | |
| 1977 ↑ | Heinrich Scheel | Vizepräsident der AdW der DDR | Für seinen hervorragenden Beitrag zur Geschichte des deutschen Volkes auf marxistisch-leninistischer Grundlage | |
| 1978 ↑ | Hartmut Linde Peter Schwartz Erwin Schwarz Kurt Winkler Andreas Zahn | Kollektiv aus dem Zentralinstitut für physikalische Chemie der AdW der DDR | Für seinen Anteil an den wissenschaftlichen Arbeiten zur Aufklärung physikalisch-chemischer Prozesse in Nichtgleichgewichts-Systemen | |
| 1978 ↑ | Helmut Bendel Hans-Joachim Kraufi Detlef Narr Rudolf Schmidt Wolfgang Zürich | Kollektiv „Entwicklung neuer Schienentriebfahrzeuge“ | Für seinen Anteil an der Entwicklung und Produktionsüberleitung leistungsstarker Lokomotiven für Schnell- und Güterzüge | |
| 1978 ↑ | Eberhard Eckert Günther Haupt Rudi Hoffmann Erwin Moye Manfred Muske Gerhard Szameit | Kollektiv aus dem VEB Steremat „Hermann Schlimme“ Berlin | Für seinen Anteil an der Entwicklung und Produktionsüberleitung einer numerisch gesteuerten Materialbearbeitungsmaschine | |
| 1978 ↑ | Axel Bernhagen Claus Herold Dieter Legier Klaus Oertel Christina Schwarz | Kollektiv „Anlagendekontamination“ im VEB Kernkraftwerk „Bruno Leuschner“ Greifswald | Für seinen Anteil an der Entwicklung einer neuen Technologie zur rationellen Wartung und Instandhaltung nuklearer Anlagen | |
| 1978 ↑ | Siegfried Bowens Heinz Haubenreißer Hans Riesner Otto Schmidt Roland Wagner | Kollektiv „Entwicklung und Durchsetzung der ökonomischen Montagebauweise im Industrieofen- und Dampferzeugerbau“                                                                                                   | Für seinen Anteil an der Entwicklung von hitzebeständigen und wärmedämmenden Leichtbauelementen und deren Einführung in den Dampferzeuger- und Industrieofenbau | |
| 1978 ↑ | Karl-Heinz Beyer Johannes Friedrick Werner Jordan Hans Kohl Rainer Lindner Horst Wenk | Kollektiv aus dem VEB Mikrosa Leipzig | Für seinen Anteil an der Entwicklung, dem Bau und der Einführung einer automatischen Fertigungsstraße zur kompletten Schleifbearbeitung von Kegelrollen | |
| 1978 ↑ | Fritz Ditscher Gerhard Fiedler Gerhard Nebel Martin Riedel Lothar Schirmer Roland Strehlau | Kollektiv aus dem VEB Maschinenfabrik „John Schehr“ Meuselwitz, Kreis Altenburg | Für seinen Anteil an der Entwicklung und Überleitung einer neuen Baureihe von Walzenbearbeitungsmaschinen | |
| 1978 ↑ | Erich Buttler Alexander Grabner Peter Liewers Heidfried Otto Peter Schumann | Kollektiv „Rauschdiagnostik“ im Zentralinstitut für Kernforschung, Rossendorf der AdW der DDR | Für seinen Anteil an der Entwicklung der Rauschanalyse zu einer vielseitig einsetzbaren Methode der Prozeß- und Anlagendiagnostik komplexer technischer Systeme | |
| 1978 ↑ | Ursula Bootz Werner Flöhr Waldfried Keßler Borst Kulicke Dietmar Richter Eugen Templin | Kollektiv aus dem Institut für Forstwissenschaften Eberswalde | Für seinen Anteil an der Entwicklung und Einführung neuer Bekämpfungsverfahren gegen rindenbrütende Forstschadinsekten | |
| 1978 ↑ | Werner Ebeling | ordentlicher Professor an der Sektion Physik der Wilhelm-Pieck-Universität Rostock | Für seine theoretischen Forschungsarbeiten auf dem Gebiet der Elektrolyte, des Plasma und zur Thermodynamik nicht umkehrbarer Prozesse | |
| 1978 ↑ | Heinz Kautzleben | Direktor des Zentralinstituts für Physik der Erde der AdW der DDR | Für seine wissenschaftlichen Ergebnisse auf dem Gebiet der Struktur des Erdkörpers | |
| 1978 ↑ | Günther Landgraf | ordentlicher Professor an der Sektion Grundlagen des Maschinenwesens der Technischen Universität Dresden | Für seine Forschungsarbeiten auf den Gebieten der Flächentragwerke und der Plastizitätstheorie | |
| 1979 ↑ | Alfred Karnapp Manfred Steinbach Rolf Weidhaas Karl-Heinz Weßlau Günther Zornick | Kollektiv aus dem VEB Carl Zeiss Jena | Für seinen Anteil an der Entwicklung eines unikaten Zweikoordinatenmeßgerätes höchster Leistung für den optischen Präzisionsgerätebau | |
| 1979 ↑ | Horst Altwig Dieter Bartelt Edgar Boll Johannes Godas Michael Zeuke Harry Zinke | Kollektiv aus dem VEB Halbleiterwerk Frankfurt (Oder) | Für seinen Anteil an der Entwicklung von analogen integrierten Schaltkreisen und der Einführung in die Serienproduktion | |
| 1979 ↑ | Joachim Kempe Hans-Joachim Müller Klaus Nikoleizig Lothar Nöske Bernd Schade Bernd Weiser | Kollektiv aus dem VEB Kraftwerk Thierbach | Für seinen Anteil an der Leistungssteigerung von Kraftwerksanlagen bei Senkung des spezifischen Brennstoffwärmeverbrauchs | |
| 1979 ↑ | Wolfgang Berndt Rudi Heibig Heinz Papistok Rudolf Schäfer Eberhard Scholz Eberhard Stark | Kollektiv aus dem VEB Zahnschneidemaschinenfabrik MODUL Karl-Marx-Stadt | Für seinen Anteil an der Entwicklung und Produktionseinführung einer Baureihe leistungsfähiger Stirnrad-Wälzfräsmaschinen | |
| 1979 ↑ | Dieter Friebel Norbert Lenk Günther Pfeiffer Klaus Schumann | Kollektiv „Hämatologischer Automat PHA-4“ im VEB Kombinat Medizin- und Labortechnik Leipzig, Forschungszentrum Dresden                                                                                             | Für seinen Anteil an der Entwicklung eines hochleistungsfähigen Analysenautomaten für hämatologische Untersuchungen | |
| 1979 ↑ | Hans Koerdt Rudolf Pochert Willy Roggenbuck Hugo Simler Peter Wiese Manfred Wülknitz | Kollektiv „Entwicklung des Plasmafeinstrahlschmelzenschneidens“ | Für seinen Anteil an der Entwicklung eines neuen effektiven thermischen Trennverfahrens einschließlich Produktionseinführung einer Typenreihe von Anlagen zur Rationalisierung des Materialzuschnitts im Maschinenbau                                                                                             | |
| 1979 ↑ | Wilfried Hempel Werner Möbius Fritz Pützschier Renate Rothe Horst Sacher Ursula Zsehau | Kollektiv „Erarbeitung einer neuen Technologie zur Modernisierung von Offenend-Spinnmaschinen“ | Für seinen Anteil an der Rationalisierung der Offenend-Baumwollspinnereien | |
| 1979 ↑ | Horst Bachmann Gunter Hellmann Karl-Hans Kaatz Hein Liesau Heinz Rieke Hermann Wolter | Kollektiv aus dem Wasserwerk Colbitz des VEB Wasserversorgung und Abwasserbehandlung Magdeburg | Für seinen Anteil an der Erhöhung der Trinkwasserkapazität durch komplexe sozialistische Intensivierung und ihre breite Anwendung in der Wasserwirtschaft | |
| 1979 ↑ | Heinz Bielka Gudrun Lutsch Franz Noll Joachim Stahl Gert Wangermann Heinz Welfle Peter Westermann | Kollektiv aus dem Zentralinstitut für Molekularbiologie der AdW der DDR | Für seinen Anteil an der Aufklärung der Struktur des einweißsynthetisierenden Systems (Ribosom) der tierischen Zelle | |
| 1979 ↑ | Gerhard Göllnitz Ursula Kleinpeter Hans-Dieter Rösler | Kollektiv aus der Universitäts-Nervenklinik des Bereiches Medizin der Wilhelm-Pieck-Universität Rostock | Für seinen Anteil an der Weiterentwicklung der Therapie hirngeschädigter Kinder bis zur sozialen Integrierung | |
| 1979 ↑ | Reinhard Barke Helmold Blohl Christian Clauß Werner Flemming Dieter Mailand Manfred Seyfert | Kollektiv „Entwicklung einer Mammografieeinrichtung“ | Für seinen Anteil an der Entwicklung einer Mammografieeinrichtung zur Früherkennung des Mammakarzinoms | |
| 1979 ↑ | Dieter Graichen Karl Hartmann Herbert Kusicka Herbert Lange Harry Nick Siegfried Tannhäuser | Kollektiv von Wirtschaftswissenschaftlern | Für seine Arbeit auf dem Gebiet der Betriebswirtschaft | |
| 1979 ↑ | Horst Heininger Dieter Klein Lutz Maier Herbert Meißner Werner Paff Heinz Petrak | Wissenschaftlerkollektiv von Ökonomen | Für seine Arbeiten zur Erforschung des Imperialismus der Gegenwart | |
| 1979 ↑ | Werner Berthold Gerhard Lozek Helmut Meier Walter Schmidt | Kollektiv von Geschichtswissenschaftlern | Für seine Arbeit „Unbewältigte Vergangenheit. Kritik der bürgerlichen Geschichtsschreibung in der BRD“ | |
| 1979 ↑ | Erhard Albrecht | ordentlicher Professor, Inhaber des Lehrstuhls für Philosophie, Logik, Semiotik, Methodologie der Ernst-Moritz-Arndt-Universität Greifswald                                                                        | Für seine hervorragenden wissenschaftlichen Leistungen auf dem Gebiet der philosophischen Grundlagen der marxistisch-leninistischen Sprachwissenschaft in der DDR | |
| 1979 ↑ | Werner Förster | ordentlicher Professor, Direktor des Pharmakologischen Instituts, Bereich Medizin der Martin-Luther-Universität Halle-Wittenberg                                                                                   | Für seine hervorragenden Leistungen auf dem Gebiet der Pathogenese der chronischen Herz-Kreislauf-Krankheiten und der Rolle der Prostaglandine | |
| 1979 ↑ | Heinz Heitzer | Stellvertreter des Leiters des Forschungsbereiches Gesellschaftswissenschaften der AdW der DDR | Für seine Arbeiten auf dem Gebiet der Geschichte der Deutschen Demokratischen Republik | |
| 1979 ↑ | Friedrich-Wilhelm Jäger | Abteilungsleiter im Zentralinstitut für solar-terrestrische Physik der AdW der DDR | Für seine theoretisch-methodischen und experimentellen Arbeiten zur Untersuchung der solaren aktiven Regionen und ihrer Magnetfelder | |
| 1979 ↑ | Ewald Schuldt | Direktor des Museums für Ur- und Frühgeschichte Schwerin | Für seine hervorragenden wissenschaftlichen Leistungen bei der archäologischen Erschließung der materiellen Kultur slawischer Stämme sowie bei der Ausarbeitung eines marxistisch-leninistischen Geschichtsbildes slawischer Frühgeschichte                                                                       | |
| 1979 ↑ | Günter Stahn | Chefarchitekt im VEB Bau- und Montagekombinat Berlin | Für seine Leistungen bei der architektonischen Gestaltung, Projektierung, technologischen Vorbereitung und Baudurchführung des Pionierpalastes Berlin | |

## Preissummen
| Jahr   | Preissumme in Mark |
| ------ | ------------------ |
| 1970   | 325.000            |
| 1971   | 350.000            |
| 1972   | 350.000            |
| 1973   | 450.000            |
| 1974   | 500.000            |
| 1975   | 350.000            |
| 1976   | 425.000            |
| 1977   | 425.000            |
| 1978   | 300.000            |
| 1979   | 500.000            |
| Gesamt | 3.975.000          |